# Festung Civitella del Tronto
Die Festung Civitella del Tronto ist eine Renaissancefestung in der Nähe eines Felskammes über dem Ortszentrum der italienischen Gemeinde Civitella del Tronto in der Provinz Teramo und dient als Eckpfeiler für die Kontrolle des Territoriums mit taktischer und Verteidigungsfunktion.
Der Verteidigungskomplex stellt einen der wichtigsten Hochburgen des Königreiches Neapel in der Zeit des spanischen Vizekönigtums dar und ist ein imposantes Werk der militärischen Ingenieurskunst, das auf dem Boden des mittelalterlichen Italien realisiert wurde. In ihrer Ausdehnung ist sie vergleichbar mit der Festung Brunetta, die die Piemonteser in der Nähe der Stadt Susa errichteten, und mit der Festung Hohensalzburg, mit der sie 1989 eine Partnerschaft eingegangen ist. Ihre Bauten erstrecken sich über etwa 500 Meter Länge und eine mittlere Breite von 45 Metern, wobei sie eine Fläche von 25.000 m² bedecken.
Mit seinen 45.000 Besuchern pro Jahr (Zahl von 2016) ist sie das meistbesuchte Denkmal in den Abruzzen.
Die Anlage ist hauptsächlich als das letzte Bollwerk des Königreiches beider Sizilien bekannt, das sich gegen die Piemonteser am 20. März 1861, drei Tage nach der Krönung des Königs von Italien, Vittorio Emanuele II., erhob.

## Lage
Die Festung wurde auf über 600 Meter Seehöhe in der Nähe der Grenzlinie zwischen den Grafschaften Ascoli Piceno und Abruzzen errichtet und erhebt sich in dominanter Lage über Zentrum des Dorfes auf einer Höhe zwischen dem Vibrata-Bach und dem Fluss Salinello. Vom Glacis hat man einen schönen Panoramablick, der sich vom Tal des Salinello über das Tal der Vibrata bis zum Trontotal erstreckt. Man sieht auch die Monti Gemelli, den Gran Sasso, die Monti della Laga, die Majella, den Monte Acensione und die Adria.

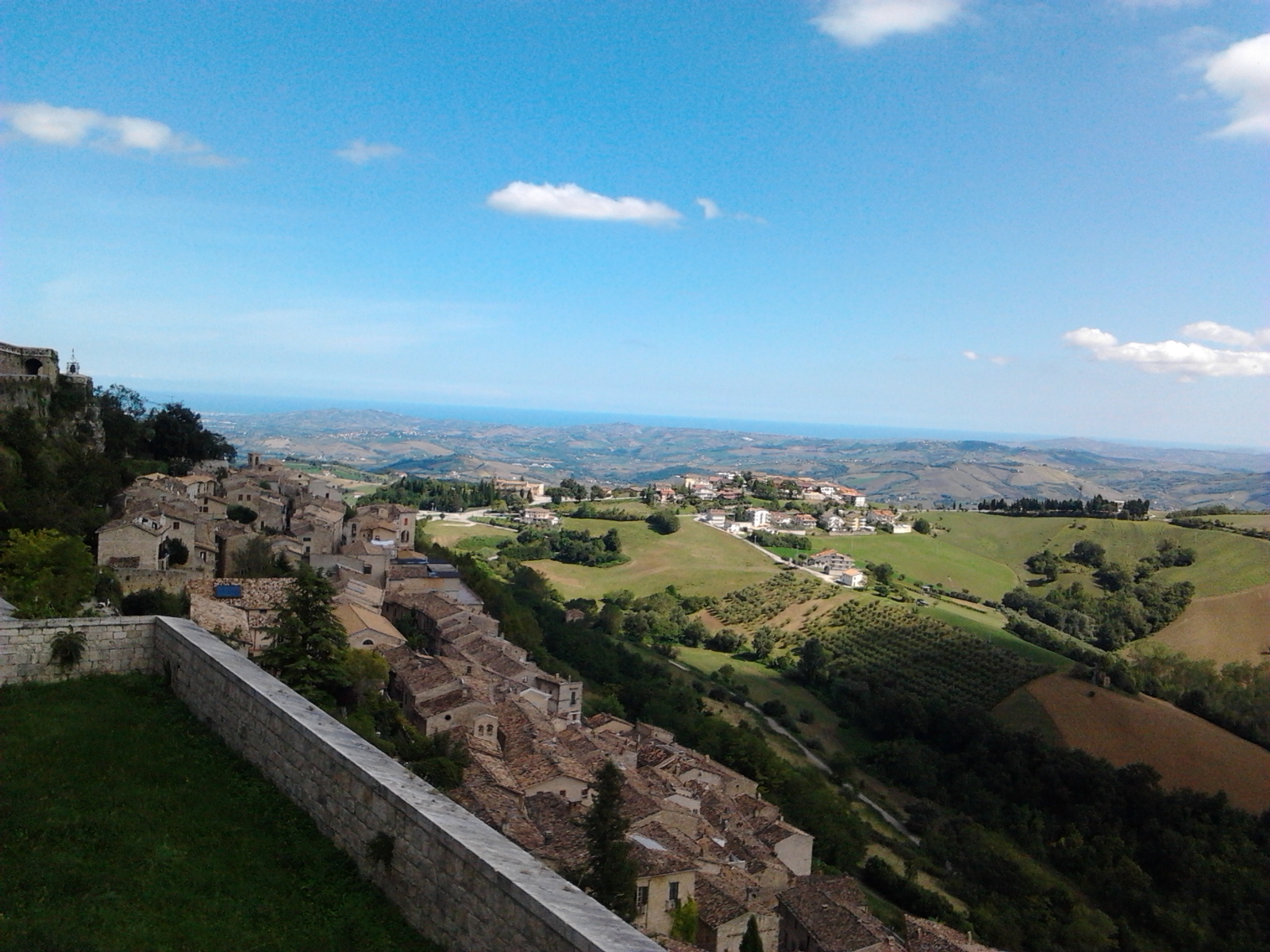
Das Dorf Civitella del Tronto vom Panoramaweg der Festung aus
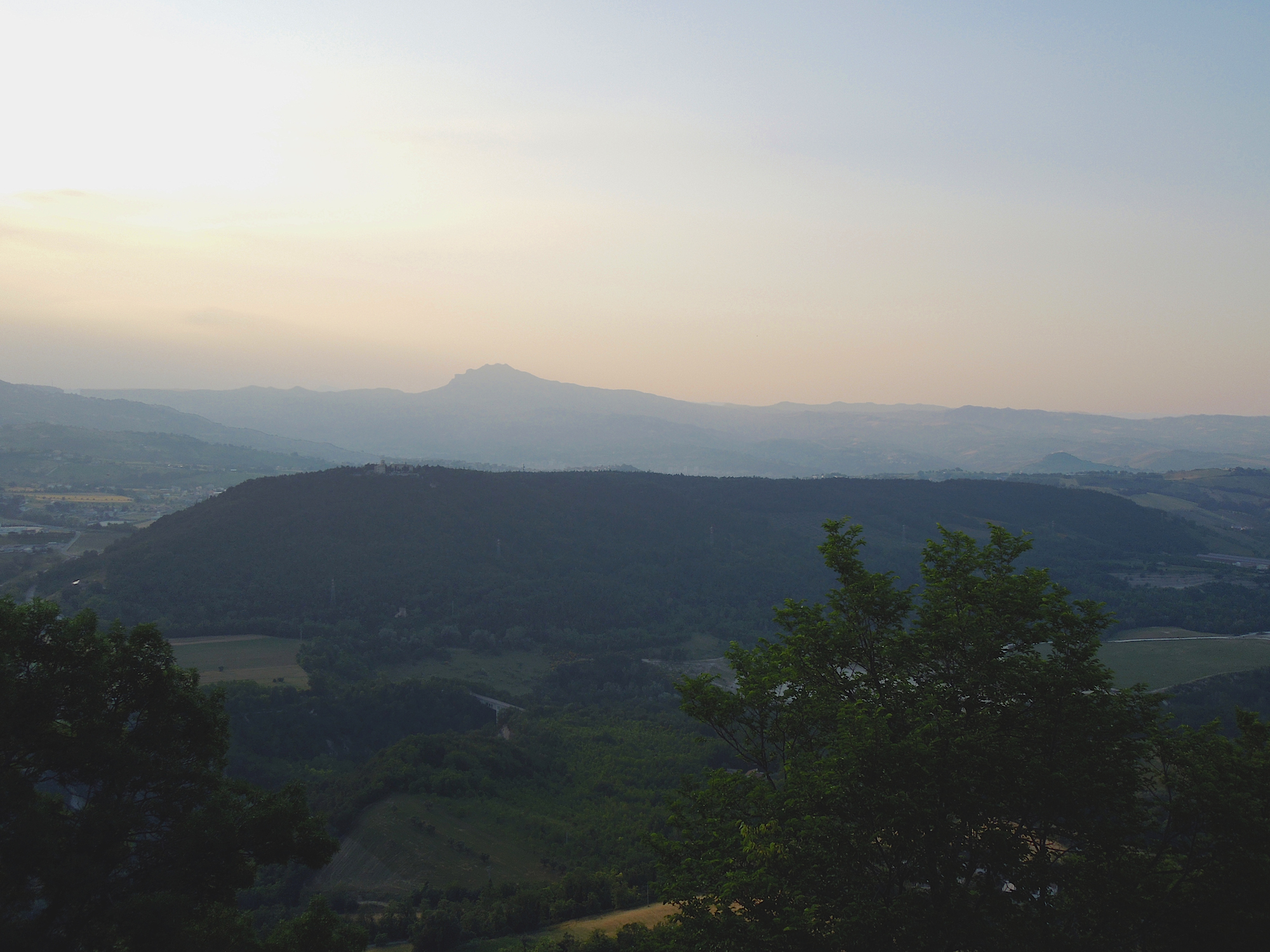
Panorama von der Festung bis zum Kloster Montesanto und dem Monte Acensione
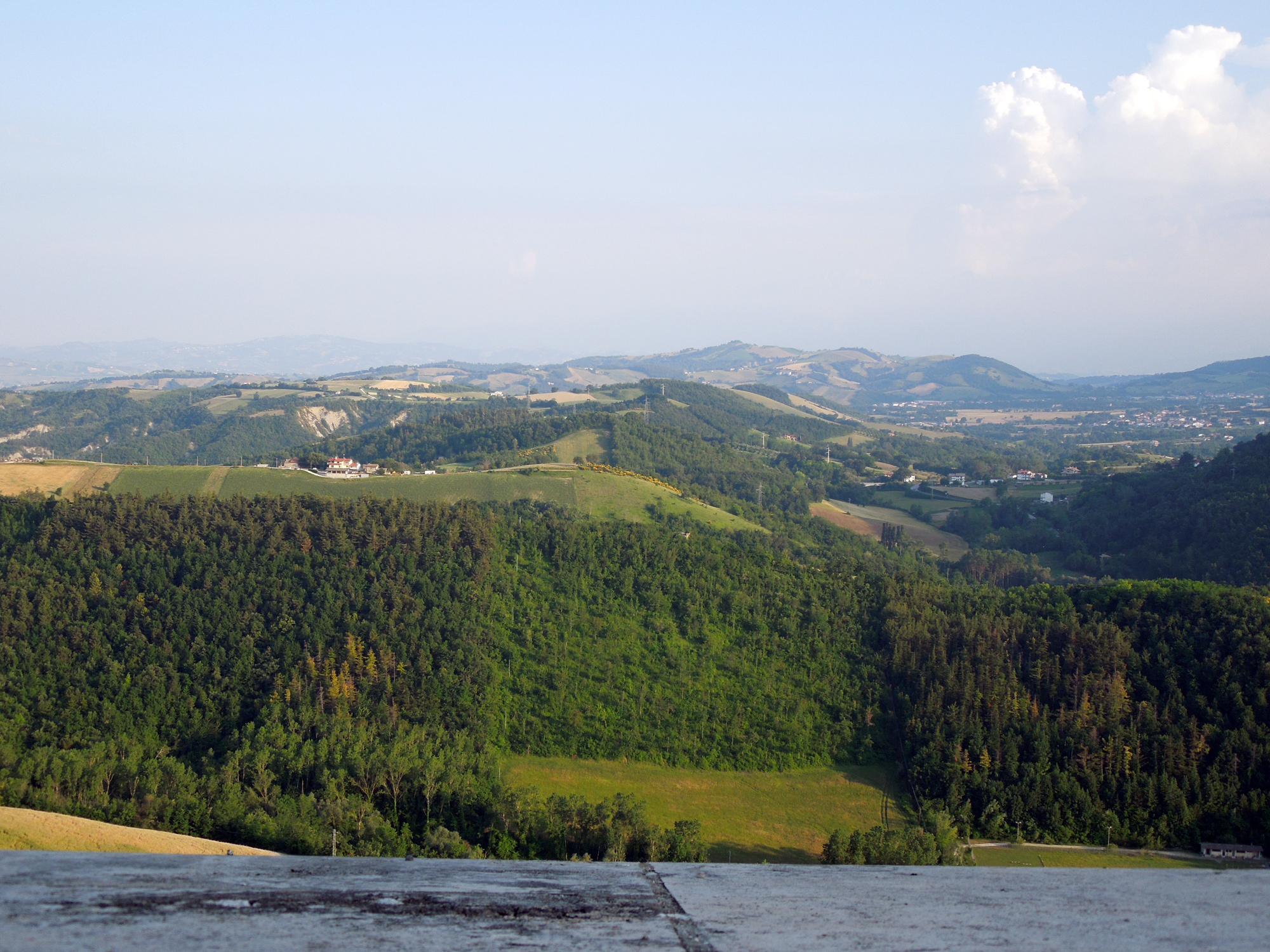
Panorama
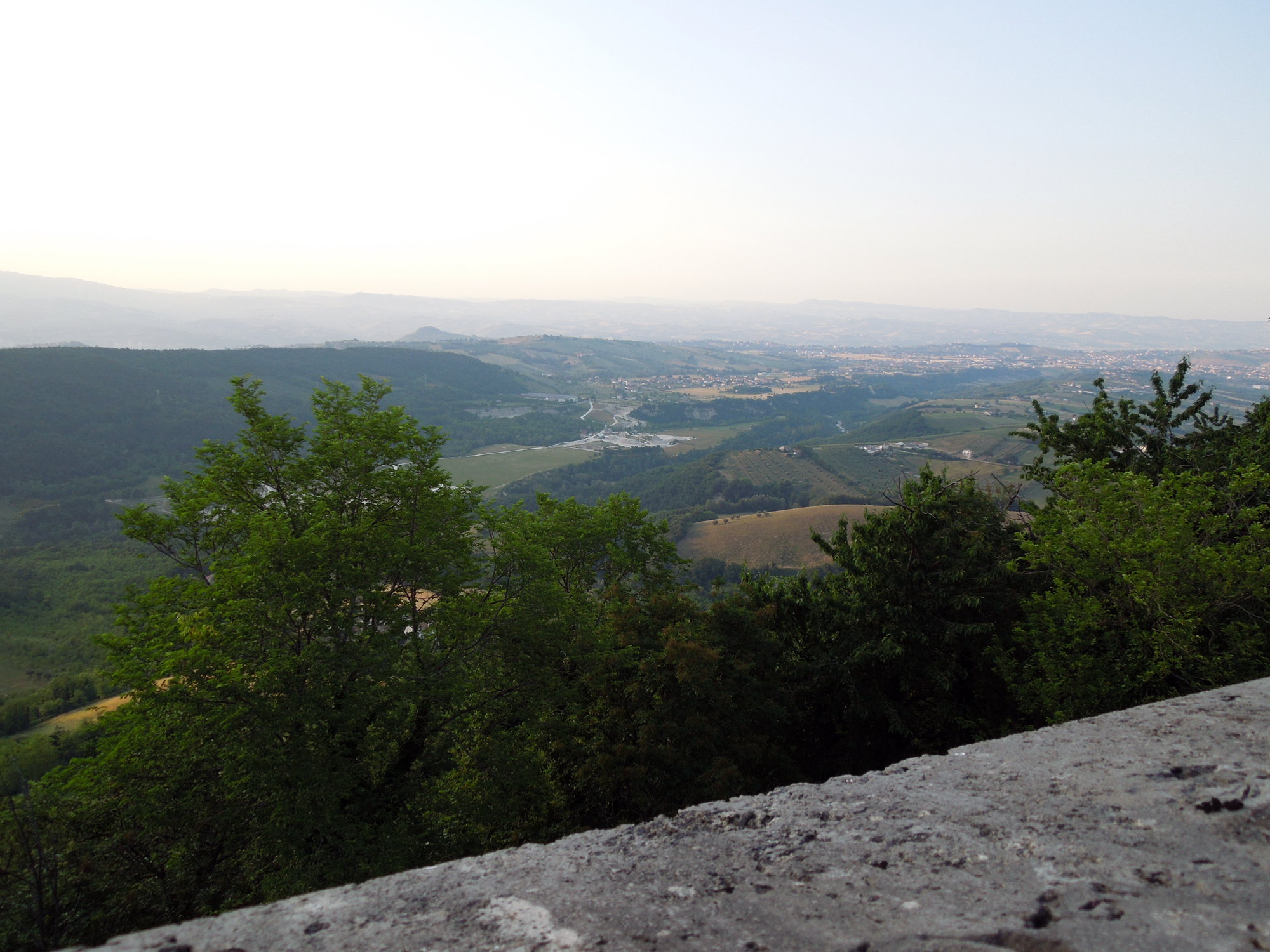
Panorama

## Geschichte
Geschichtliche Quellen bezeugen die Existenz von Schriften aus dem 11. Jahrhundert. Es ist das Jahr 1001 erwähnt, in dem ein Akt der Schenkung stattfand, der von Raterio, Sohn des Giuseppe, unterzeichnet wurde und die „curtis“ von „Tibitella“ beschreibt, einen Wachposten an der Grenze am Salinello zwischen den Gebieten Ascoli Piceno und Abruzzen. Darauf folgte 1069 ein weiterer Schenkungsakt, unterschrieben von Siolfo, Sohn des Trasmondo und Neffe des Trasmondo, die das Eigentum an der Burg „Civitellae“ Stefano, Bischof von Ascoli, zuschreibt.
Civitella war Grenzwachposten am Salinello und in den folgenden Jahrhunderten sollten die Wechselfälle der Verteidigungsgarnison zwischen Rückzug und Vorrücken der territorialen Grenzlinie, die die Souveränität der beiden Gerichtsbarkeiten trennte, wechseln.
Am 30. Januar 1255 bestätigte der Papst Alexander IV. Teodino, Bischof von Ascoli, die Macht über die Festung und ermahnte die Ascolaner, die Burg von Civitella zu befestigen und zu ertüchtigen.
In der Folge entschied Karl I. von Neapel, der eine defensive Ausrichtung des Königreiches anstrebte, einige Burgen zu ertüchtigen, darin war 1269 auch die Reparatur von Civitella enthalten.
Im 12. und 13. Jahrhundert verzeichnete das Fort eine Zunahme an Bediensteten, von dreißig im Jahre 1269 auf sechzig im Jahre 1271. 1273 wurden fortschrittliche Munition und Belagerungsmaschinen für die Einnahme von Castel Manfrino dorthin gebracht. Ein Dokument von 1276, das während der Herrschaft derer von Anjou erstellt wurde, bezieht sich auf eine „gerade erbaute“ Burg, womit vermutlich Informationen über die Erhaltung und Renovierung suevischer Gebäude gemeint ist.
Zwei Schriftrollen, die im Staatsarchiv von Ascoli aufbewahrt werden, beweisen, dass nach 1387 dreizehn Schlichter von Civitella sich öffentlich trafen und zwei Botschafter benannten, die in Ascoli einzusetzen waren, um mit dem örtlich „Consiglio degli Anziani“ verhandeln, damit ihre Heimat unter „den Gehorsam, den Schutz und die Verteidigung“ der Stadtgerichtsbarkeit gestellt werde. Vom Jahr 1426 gibt es ein Dokument, das „vier Schreinermeistern und zwei Trägern von Ascoli“ die Zahlung eines Lohns für den Transport einer Bombarde auf die Festung bestätigt.
Gegen Mitte des 15. Jahrhunderts, im Jahre 1442, ging die Herrschaft über die Burg von denen von Anjou auf die Aragonier über. Alfons I. verfügte die Verstärkung und Erweiterung der Festung und schon 1450 hatte der Verteidigungskomplex seine fünf Türme. In diesen Jahren wurden mit der Inbetriebnahme von Schutzstrukturen, die am östlichen Ende der Festung errichtet wurden, Veränderungen durchgeführt, die der Anlage das Aussehen einer „befestigten Zitadelle der frühen Renaissance“ verliehen.
In den Folgejahren hatte die Bevölkerung von Civitella del Tronto nicht immer optimale Beziehungen zu den Kastellanen. An König Ferrante I. von Neapel wurde 1475 eine formelle Anfrage zur Abberufung des Kommandanten Leone Gazull gerichtet. 1481 sammelte die Universität von Civitella del Tronto Spenden zur Wiederherstellung der Mauern, wogegen 1485 Alfons I. von Aragón, Herzog von Kalabrien, sich zur Inspektion der Festung begab. Vier der fünf Türme der Festung wurden von den Einwohnern von Civitella del Tronto im Jahre 1495 zerstört, und zwar wegen der weit verbreiteten Unzufriedenheit und, „damit sie nicht unter der Unverschämtheit der Kastellane litten“.
Odet de Foix, Kommandant der französischen Truppen, besetzte Civitella del Tronto im Februar 1528, als die Festung nur einen einzigen, zur Verteidigung tauglichen Turm besaß, da die anderen vier noch nicht wieder aufgebaut waren. Diese wurden in den Folgejahren repariert und 1557 war die wiederhergestellte Festung bereit, sich dem Angriff im Krieg am Tronto zu stellen. Im Jahre 1557 wurde sie unter der Führung von Franz von Lothringen, Herzog von Guise, und Antonio Carafa, Marquis von Montebello, einer Belagerung unterzogen.
1734 setzten sich die Bourbonen als neue Herren der Festung fest und ersetzten so die vorhergehende Herrschaft der Habsburger; sie ließen weitere strukturelle Änderungen durchführen, die die Festung in den Stand versetzten, sich gegen die Belagerungen der Franzosen und Piemonteser zu wehren.
1798 und 1806, während der italienischen Kampagne von Napoleon Bonaparte, wurde die Festung von französischen Truppen belagert bis 1820 die Festung vollständig restauriert wurde, wobei ihr Renaissance-Charakter beibehalten wurde. Die letzte Belagerung, die in historischen Chroniken meisterwähnte, fand in den Jahren 1860 und 1861 statt und bestimmte den Anfang vom Ende der Garnisonsfunktion.
Diese Wechselfälle führten zum Verlust der Funktion der Festung, gefolgt von einer langen Zeit der Vernachlässigung und fortschreitenden Abbaus des Verteidigungskomplexes. Es kam auch zu Diebstählen, die von denselben Einwohnern von Civitella del Tronto begangen wurden, die die Ruinen als „Steinbruch für Baumaterialien“ benutzten.
Die Festung profitierte von einer fortgesetzten Restaurierungstätigkeit, die von 1975 bis 1985 dank der Schirmherrschaften der Sopraintendenza delle Belle Arti dell’Aquila, der Cassa del Mezzogiorno und der örtlichen Kommunalverwaltung durchgeführt wurde. Außer der Wiederermöglichung großer Teile des Gebrauchs der Festung und ihrer Umgebung hat diese bewirkt, dass der Charakter einer befestigten Zitadelle aus dem Beginn der Renaissance erhalten blieb, was insbesondere für die geschichtliche, kulturelle und militärische Bedeutung der Festung wichtig war.

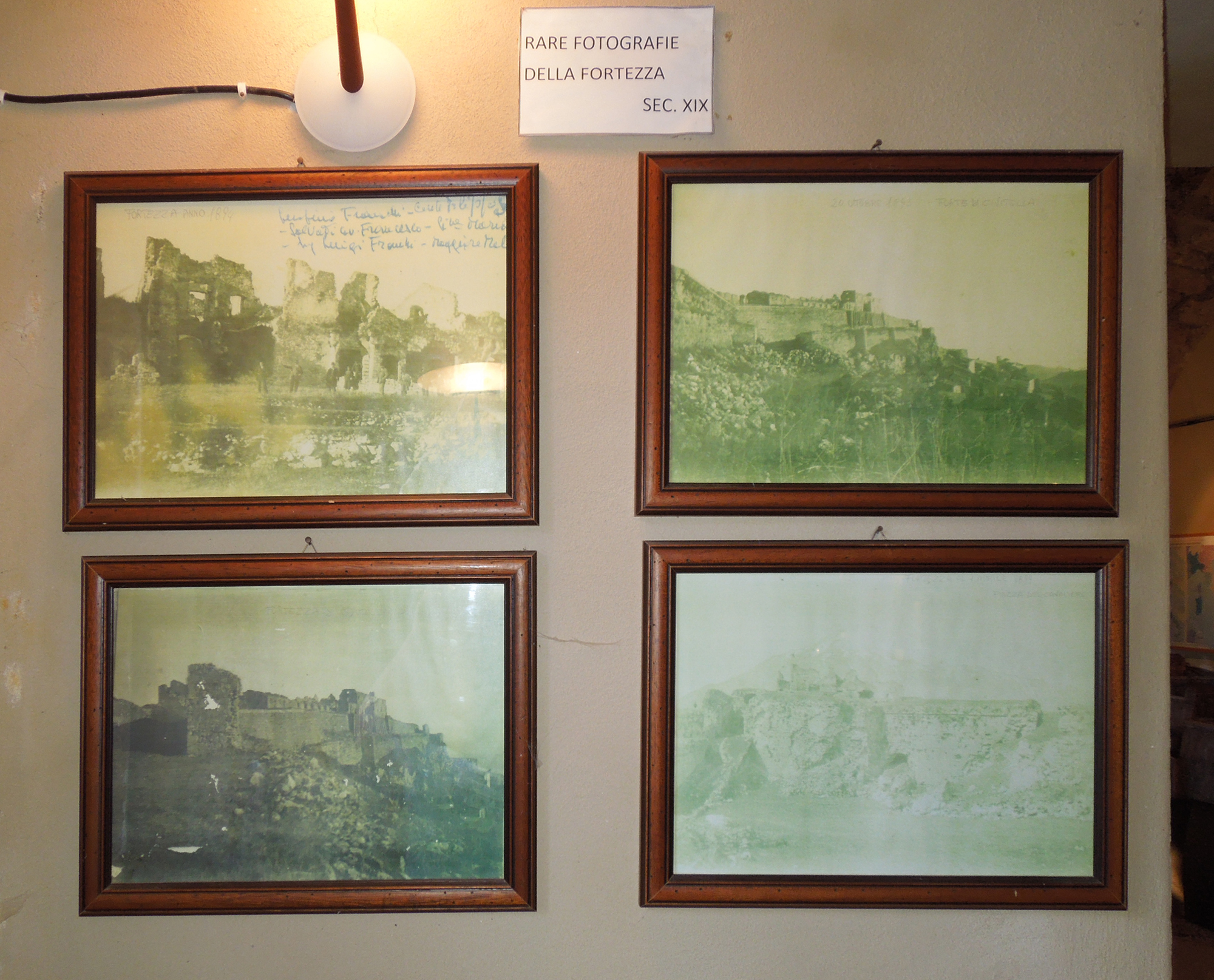
Im Armeemuseum ausgestellte Fotos der Festung.
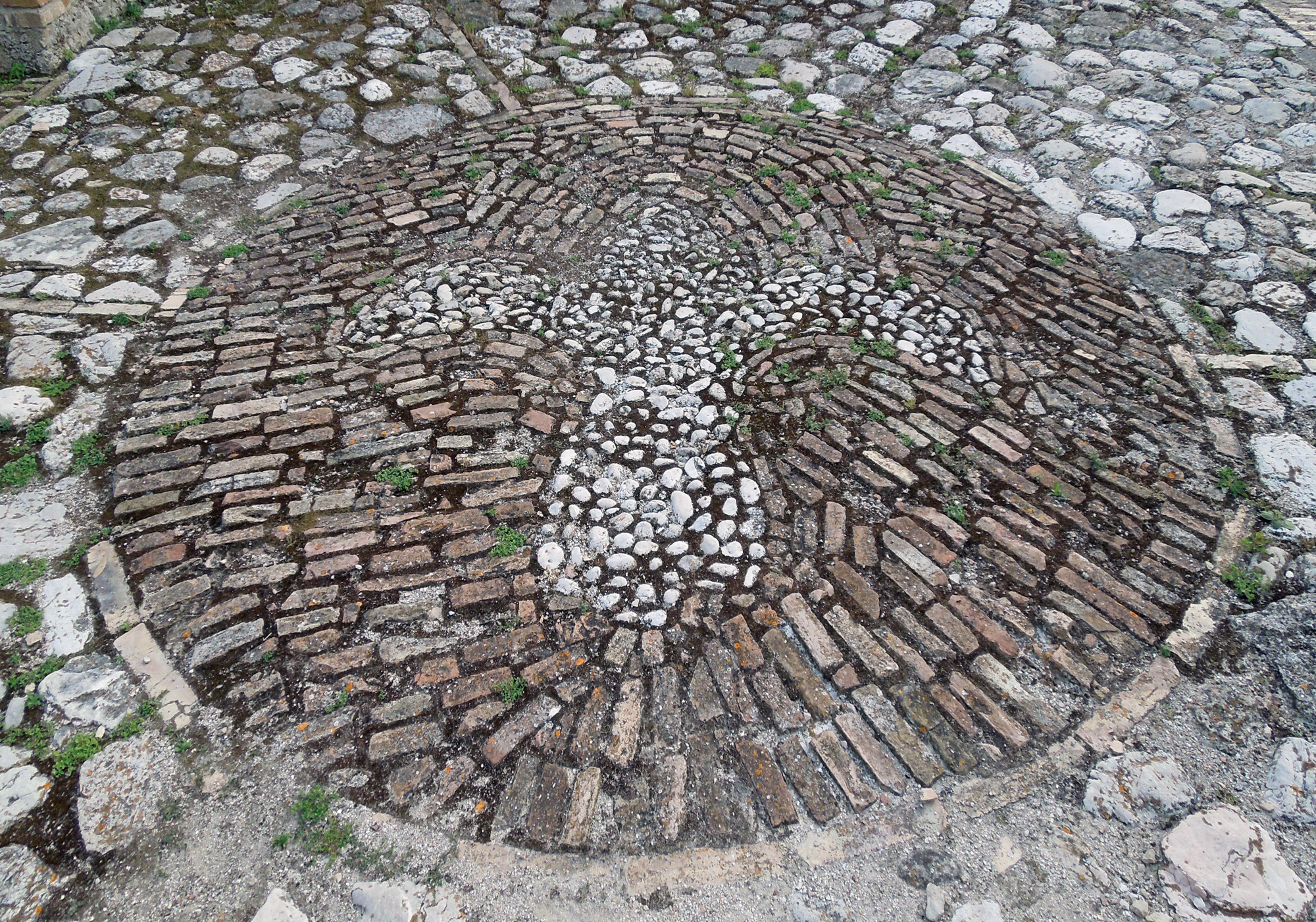
Symbolische Lilie des Königreiches Neapel auf der Vertäfelung der Innenräume.
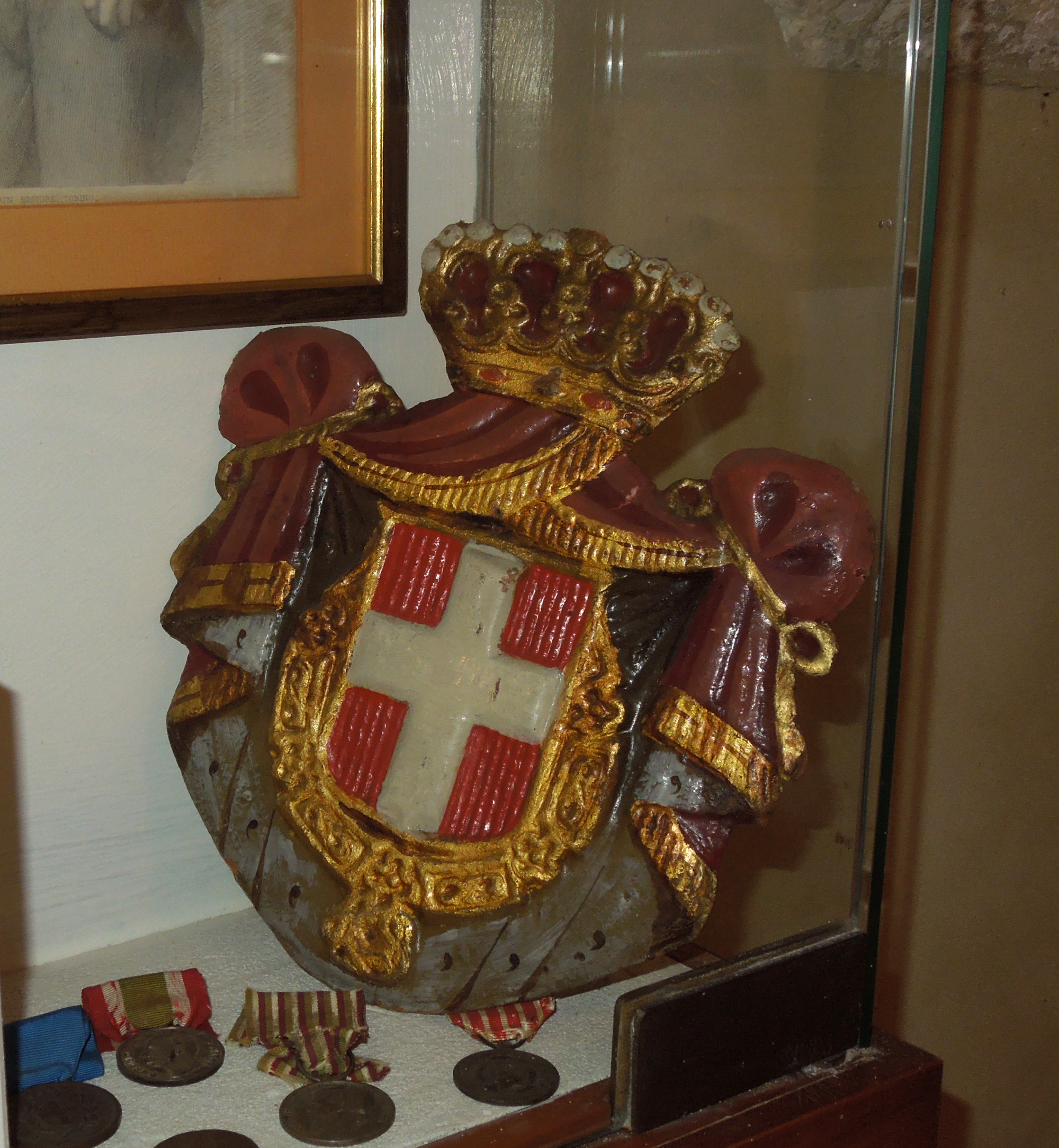
FERT des Hauses Savoyen in der Nähe des Armeemuseums.
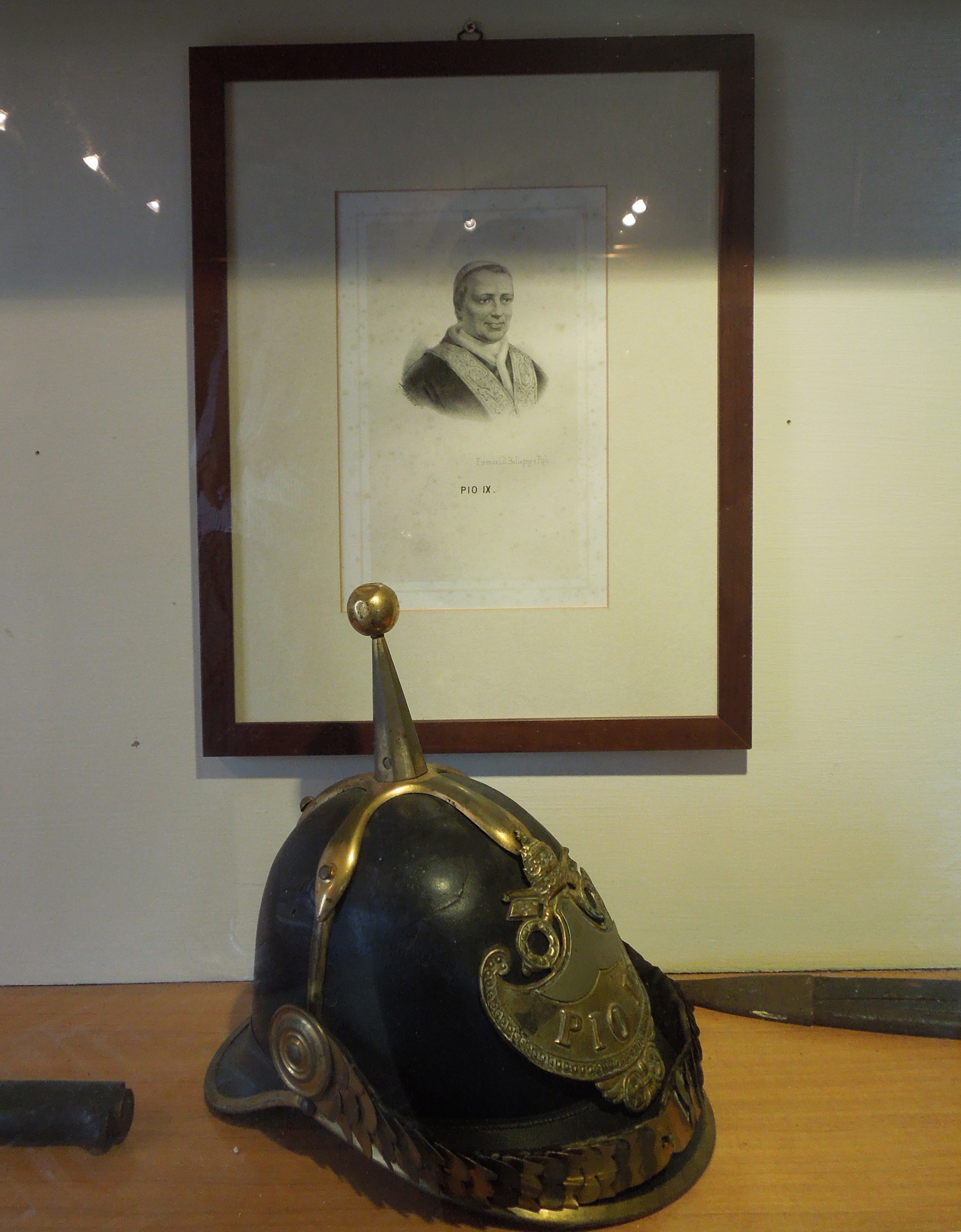
Päpstlicher Helm von 1848, der den Truppen von Pius IX. in der Nähe des Armeemuseums.

## Die Belagerungen

### Belagerung von 1557
Die französischen Truppen unter der Führung des Herzogs von Guisa, Franz I. Stefan, General des Königs Heinrich II., eines Verbündeten des Papstes Paul IV., und Antonio Cerafa, Markgraf von Montebello und Neffe des Papstes, unterzogen die der Festung vorhergehende Burg einer harten Belagerung, die am 24. April 1557 begann und am 16. Mai desselben Jahres endete. Diese kriegerische Episode sanktionierte die strategische Bedeutung der Anlage. Die Festung, mächtiger als vorher, schaffte es, die Angreifer zurückzuschlagen.
Vom Feldlager der Belagerer gibt es drei perspektivisch gravierte Grundrisse, die in guter Näherung die Zusammenstellung der Ausbildung des damaligen Lagers liefert. Der Komplex scheint auf drei Seiten von einer unterbrochenen, zinnenbewehrten Mauer in üblicher Entfernung umgeben gewesen zu sein, wozu es fünf zinnenbewehrte Türme mit Überhängen in perfektem Zustand gab. Die Ostseite zeigte eine Umfassungsmauer, teilweise ohne Zinnen, Umgänge, einen großen Turm mit angeschrägter Basis und eine Bastion, die den Eingang schützte. Hinter dem Eingangstor befanden sich ältere Baukörper, die innerhalb der Mauern eingeschlossen waren.

### Belagerung von 1798
Die Belagerung von 1798 spielte sich in der Nacht vom 7. auf den 8. Dezember dieses Jahres ab, als das Kommando der Garnison an die Franzosen, von Giovanni Batista Rusca an den militärischen Gouverneur Giovanni Lacombe übergeben wurde.

### Belagerung von 1806
Am 22. Januar 1806 wurde eine weitere französische Belagerung angestrengt. Die Festung wurde zu diesem Zeitpunkt vom irischen Soldaten Matteo Wade kommandiert, der seinen Militärdienst bei den königlich neapolitanischen Truppen ableistete. Der Major hatte 19 Kanonen, einen Mörser, 323 Mann und Lebensmittel für drei Monate. Er lehnte die Kapitulationsangebote der französischen Generäle ab, die das Fort straften, als sie es am 21. Mai einnahmen.

### Belagerung von 1860/1861
Die Belagerung von 1860/1861 wurde von Oberstleutnant Antonio Curci geleitet, der in seinem Gefolge 400 Garibaldi-Freiwillige hatte, und vom Marinemajor Renzo Carozzi, der weitere 400 Mann führte. Der Festung stand Major Luigi Ascione mit 430 Mann vor. Der Belagerungszustand dauerte vom 26. Oktober 1860 bis zum 20. März 1861, als sich die bourbonischen Milizen nach mutigem Widerstand drei Tage nach der Proklamation der Einheit Italiens ergaben.

## Beschreibung
Es gibt keine Spuren davon, wie der älteste Bau der städtischen Verteidigungsgarnison organisiert und ausgeführt wurde. Man nimmt aber an, dass es einen befestigten Kern, eingeschlossen in einem Mauerring, gab. Die Festung nahm in der suebischen Periode echte Beständigkeit an und noch mehr unter der Regentschaft des Hauses Anjou, da die Nähe der Grenze zwischen dem Königreich Neapel und dem entstehenden Kirchenstaat ihr eine wichtige strategische Lage verlieh.
Ab 1564 wurde die Struktur des Forts Umbauten und Erweiterungen unterzogen, bis sie den heutigen Zustand angenommen hatte. Dies geschah auf Geheiß des Königs von Spanien und Neapel, Philipp II. von Habsburg, der die vorhergehende, angivinische Befestigungen und die aragonesische Burg verstärken ließ, indem der die Errichtung der Festung anordnete.
Die Angiviner fügten die flankierenden Rundtürme an den Ecken und entlang der geraden Mauern an, um die existierenden, suevischen Gebäude anzupassen und zu modernisieren, indem sie sie an ihre Strategien und Militärtechnik anpassten. Vielleicht waren diese Türme auch mit Zinnen und Vorsprüngen mit Trennungsfunktion versehen, wie man das im Spätmittelalter machte, wovon heute noch einige Reste zu sehen sind.
In der Zeit vor der Belagerung im Trontokrieg 1557, wurden die Festungsmauern gemäß den Vorgaben des modernen Festungsbaus angepasst und mit Bastionen, Verstärkungen und Contrescarpen ausgerüstet, wie es durch die Einführung der Feuerwaffen erforderlich war und in den Chroniken und den Stichen des Feldlagers verzeichnet ist. Von 1639 bis 1711 wurden an der Siedlung Reparatur- und Erhaltungsarbeiten durchgeführt.
Die heutige Festung ist ein komplexer Verteidigungsorganismus, der konzipiert wurde, um technischen und funktionalen Ansprüchen zu entsprechen. Ihre Gesamtheit setzt sich aus Bauten verschiedener Epochen zusammen, die sich über verschiedene Ebenen erstrecken, die durch Rampen aus dem 18. Jahrhundert miteinander verbunden sind. Der Bau hat einen elliptischen Grundriss und bedeckt den gesamten Gipfel der Anhöhe. Er wurde vorwiegend aus quadratischen Travertinblöcken erbaut und besteht aus breiten Waffenplätzen, Wehrgängen, überdachten Gängen, Schanzen, Bastionen, der Batteria del Carmine, Gefängniszellen wie das Calabozzo dle coccodrillo (dt.: Krokodilverlies) aus aragonesischer Zeit, Zisternen, Magazinen, Pferdeställen, Büros und Schreibstuben, Unterkünfte für Soldaten und Offiziere, Munitionslager, Speisesäle und Küchen, einem Backofen, einer kleinen Barbarakapelle, Schutzvorrichtungen für Artilleristen, einer Kirche und einem Wohnpalast.
Aus architektonischer Sicht kann das Gebäude in zwei Teile aufgeteilt werden, einen Wohnteil und einen Teil, der für Verteidigungszwecke gedacht ist. Letzterer liegt auf der Ostseite der Festung, wo er Angriffen eher ausgesetzt ist, da dort die Anhöhe weniger steil ist. Auf dieser Flanke befinden sich zum Widerstand gegen die Feinde zahlreiche Terrassen und zwei Verteidigungsbastionen, St. Peter und St. Andreas. Weitere Schutzbarrieren bestehen aus drei abgedeckten Gängen, die Engstellen bilden, die Angreifer unbedingt passieren mussten, wenn sie die Festung erobern wollten. Der Verteidigung diente ebenfalls ein Burggraben, der durch eine teilweise aufzuziehende Brücke überspannt und durch große Wachgruppen geschützt wurde, die durch Schießscharten mit leichten Waffen die Zugangsrampen zu den Waffenplätzen kontrollierten.
Der Eingang in die Festung ist von Osten im Untergeschoss von der Seite der Bastion St. Peter, wo sich ein Wachposten, umgeben vom Burggraben mit der Zugbrücke befand.
In der höchsten Zone des Forts, hinter der Kirche, findet sich die Gran Strada, wo die Ruinen der Unterkünfte für die Soldaten und Unteroffiziere und der Backofen liegen. Es gibt auch Wege, die bis zum westlichsten Punkt des Komplexes führen, wo die Capella del Carmine liegt.
Der Gehweg an der Westseite erlaubt einen Überblick über das Dorf Civitella del Tronto und seine besondere Anlage mit Gruppen von parallel angeordneten festen Häusern, geteilt durch ansteigende Längswege mit engen Kurven und Querwege, bestehend aus Rampen und Treppen. Solch ein Wegesystem bildet schmale, lange Häuserblöcke, die in Längsrichtung angeordnet sind, sodass sie eine Reihe von Vormauern zur Festung bilden.

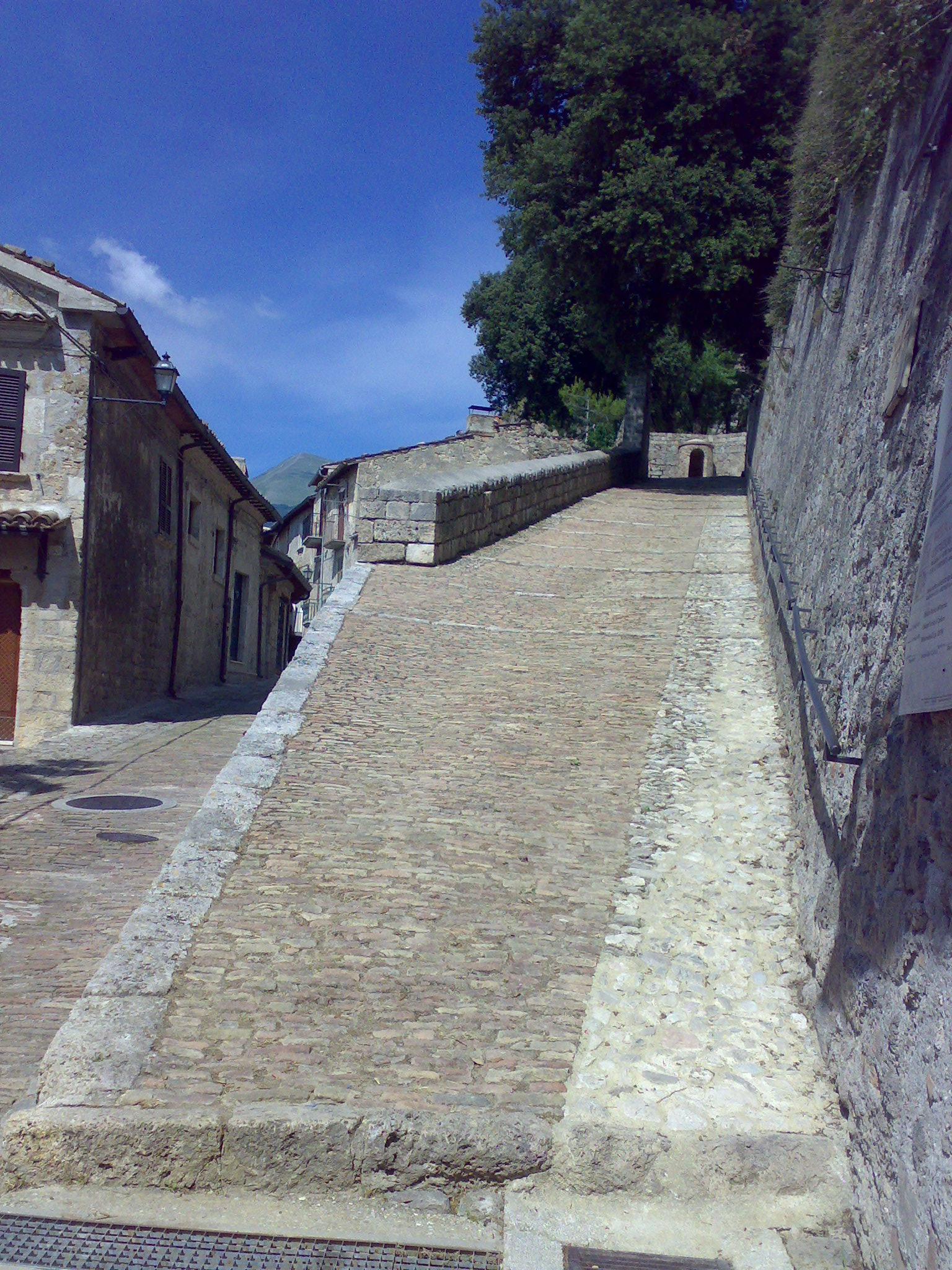
Zugangsrampe zur Festung
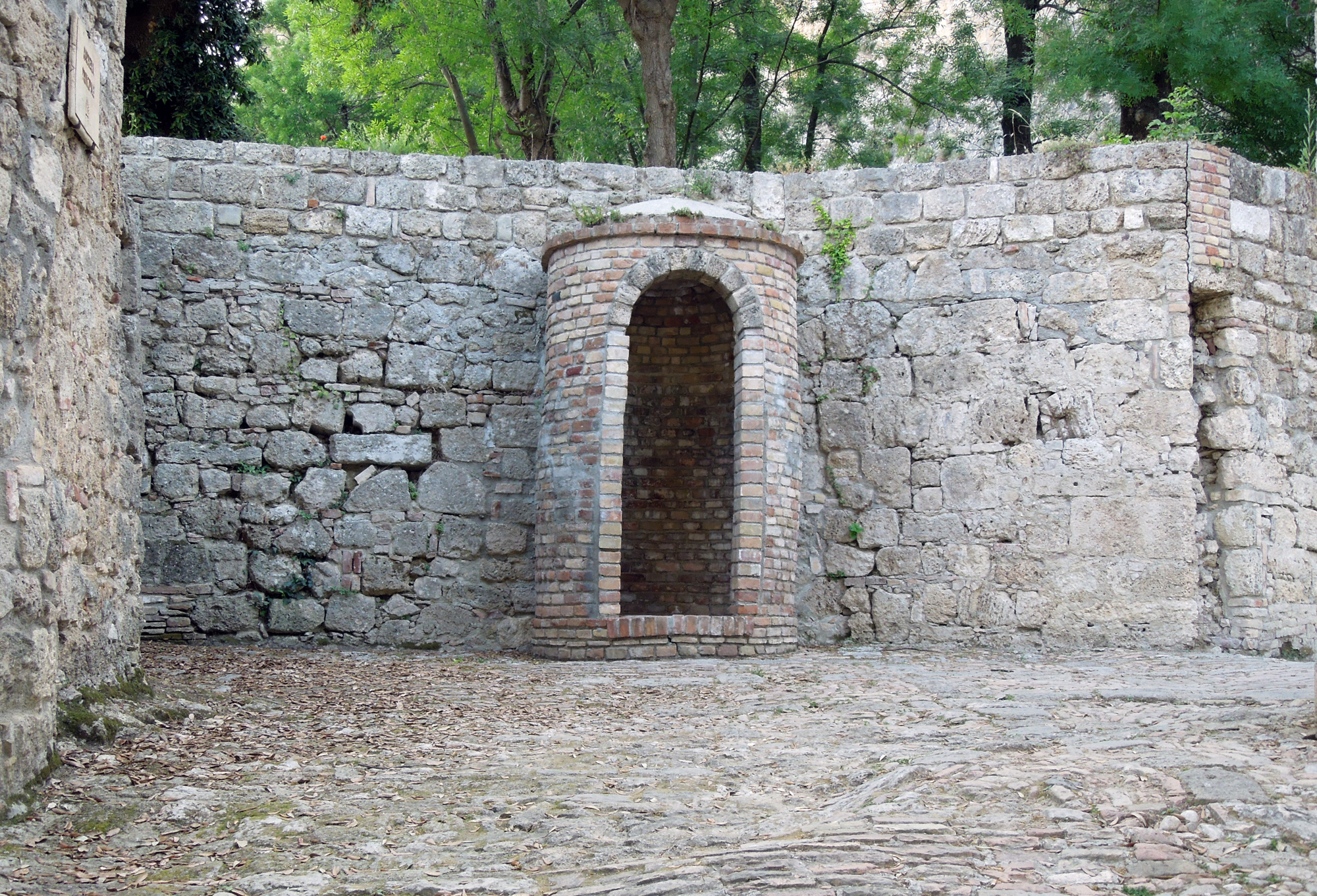
Erster Wachposten
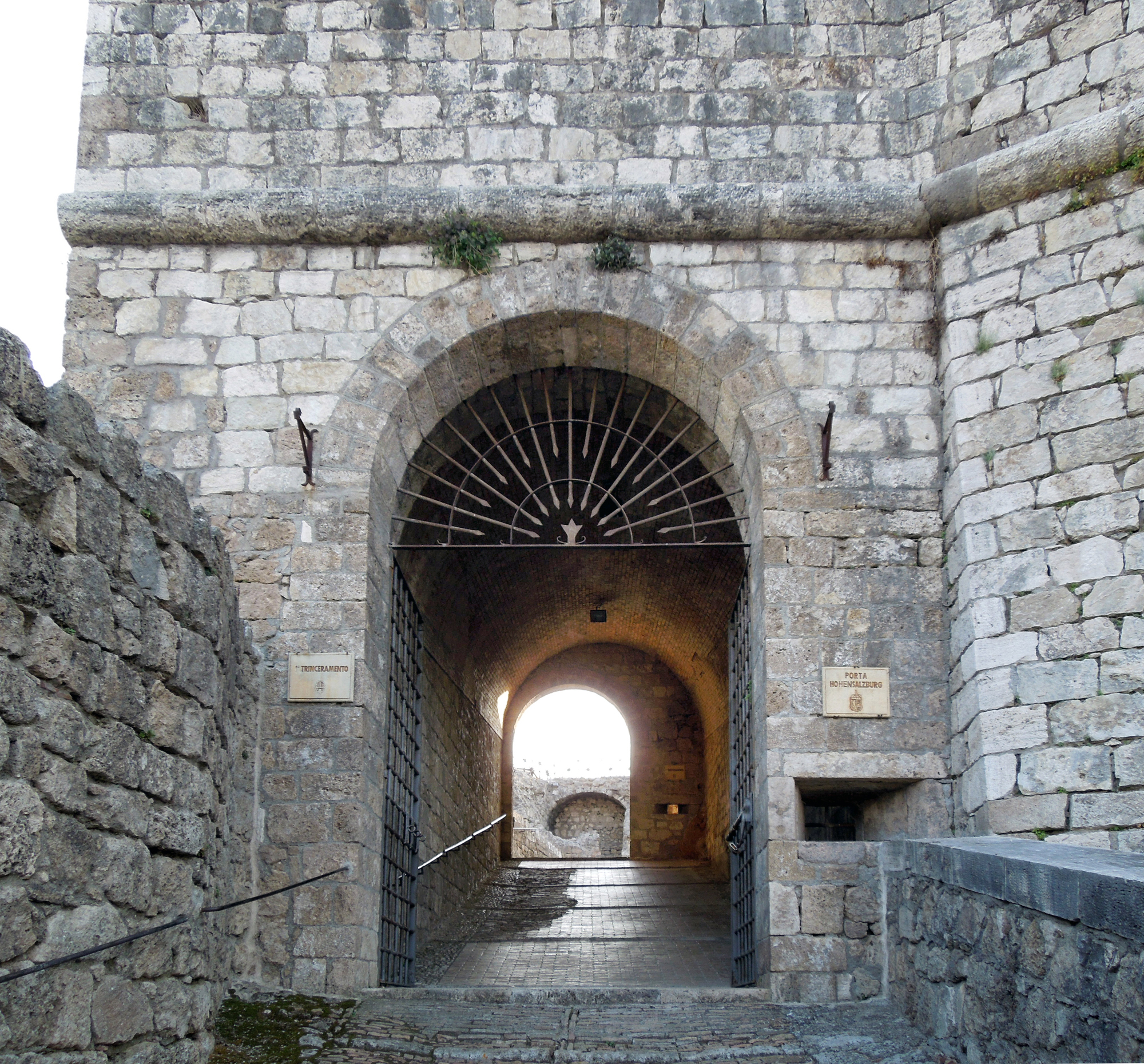
Hohensalzburg-Tor
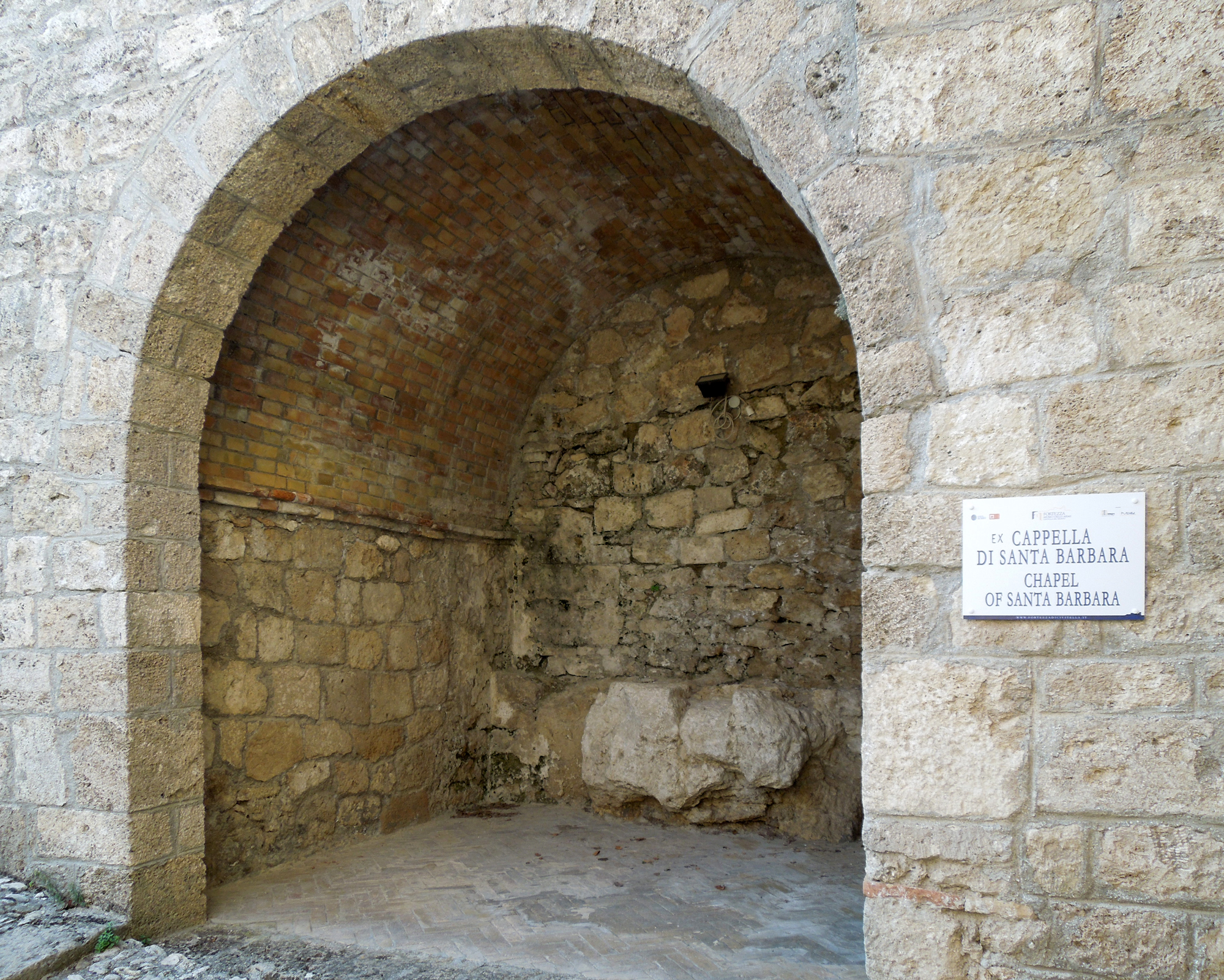
Barbarakapelle
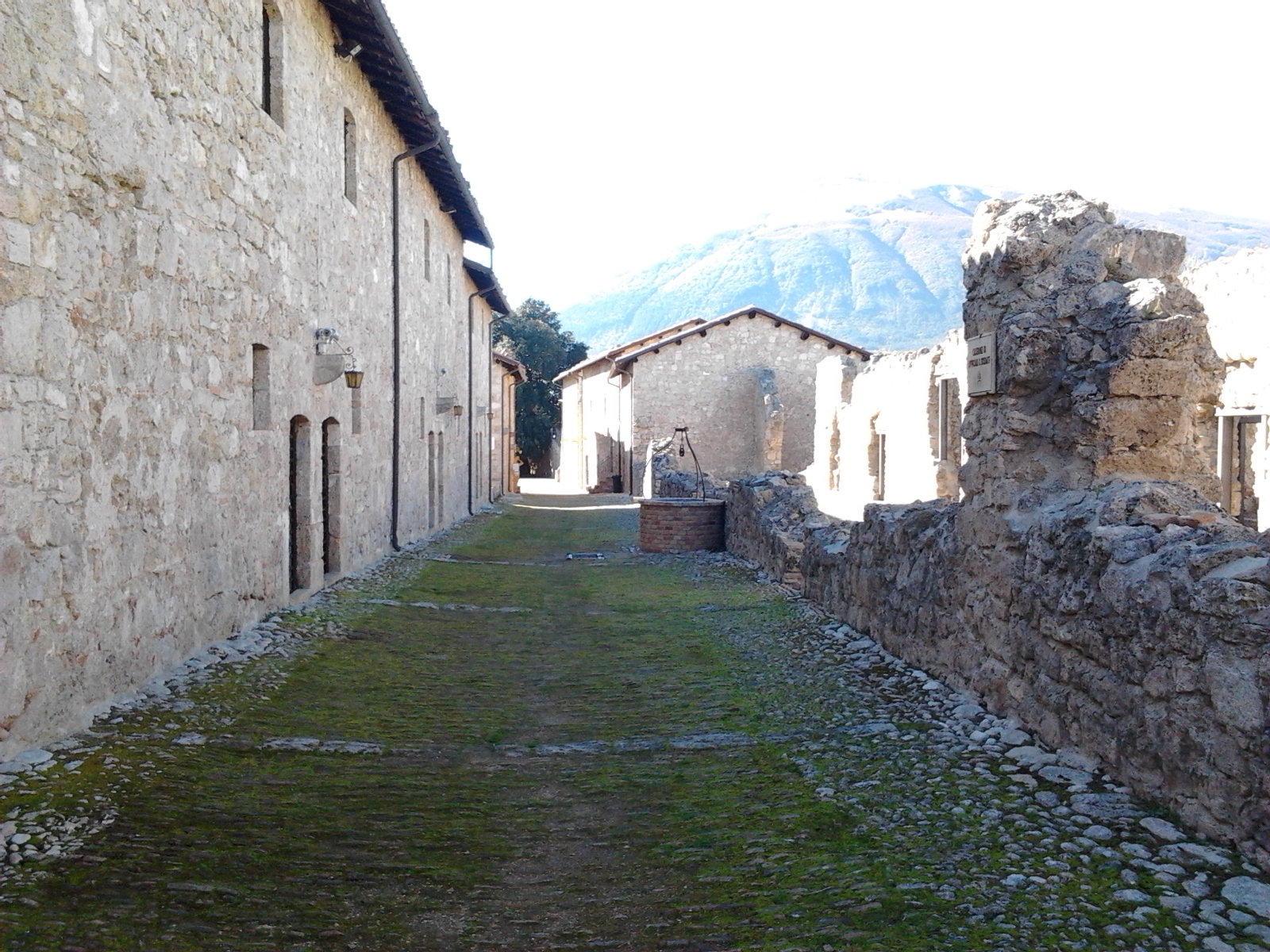
Gran Strada, altes Wohngebiet im Inneren der Festung
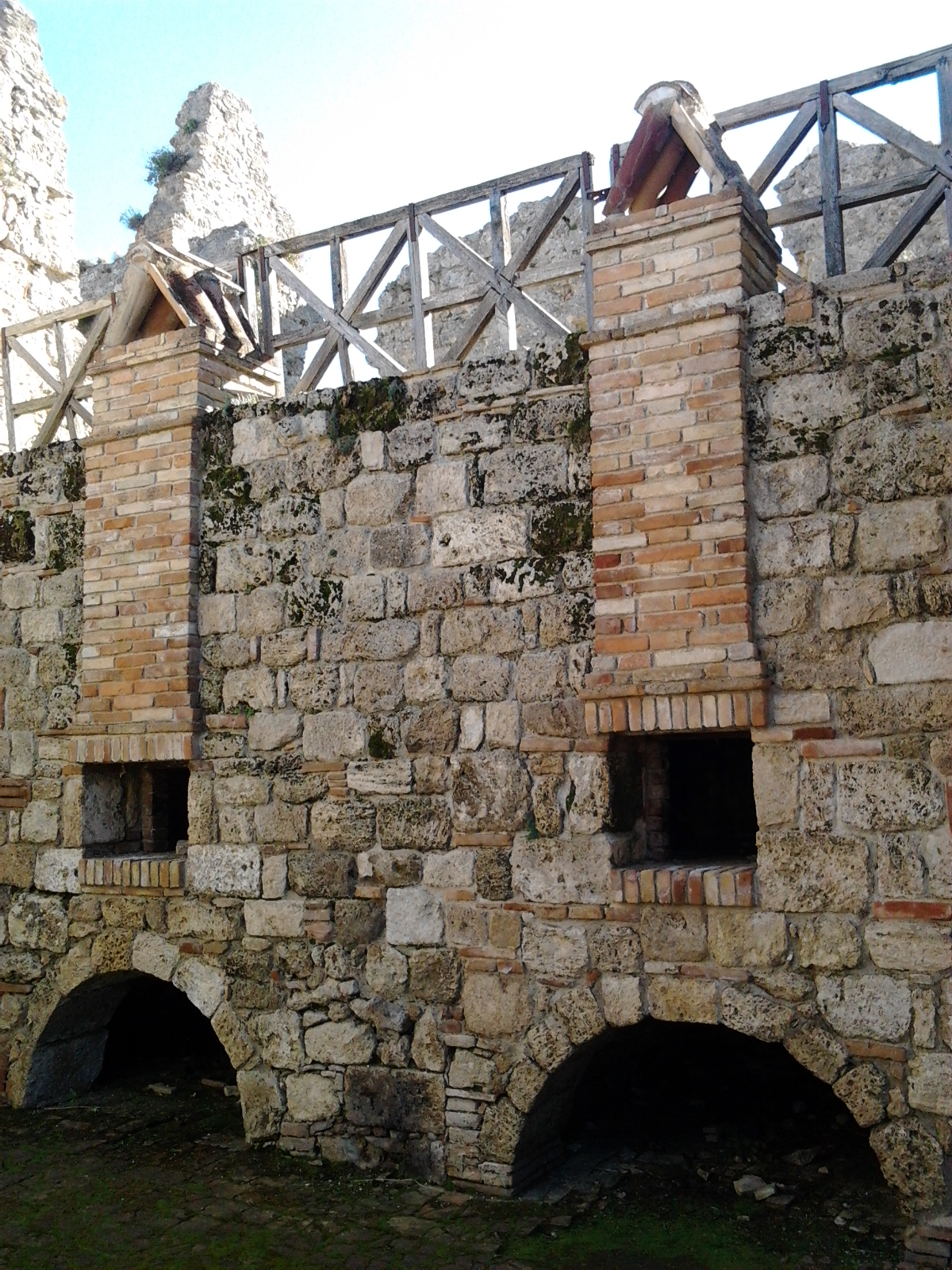
Überreste des alten Backofens
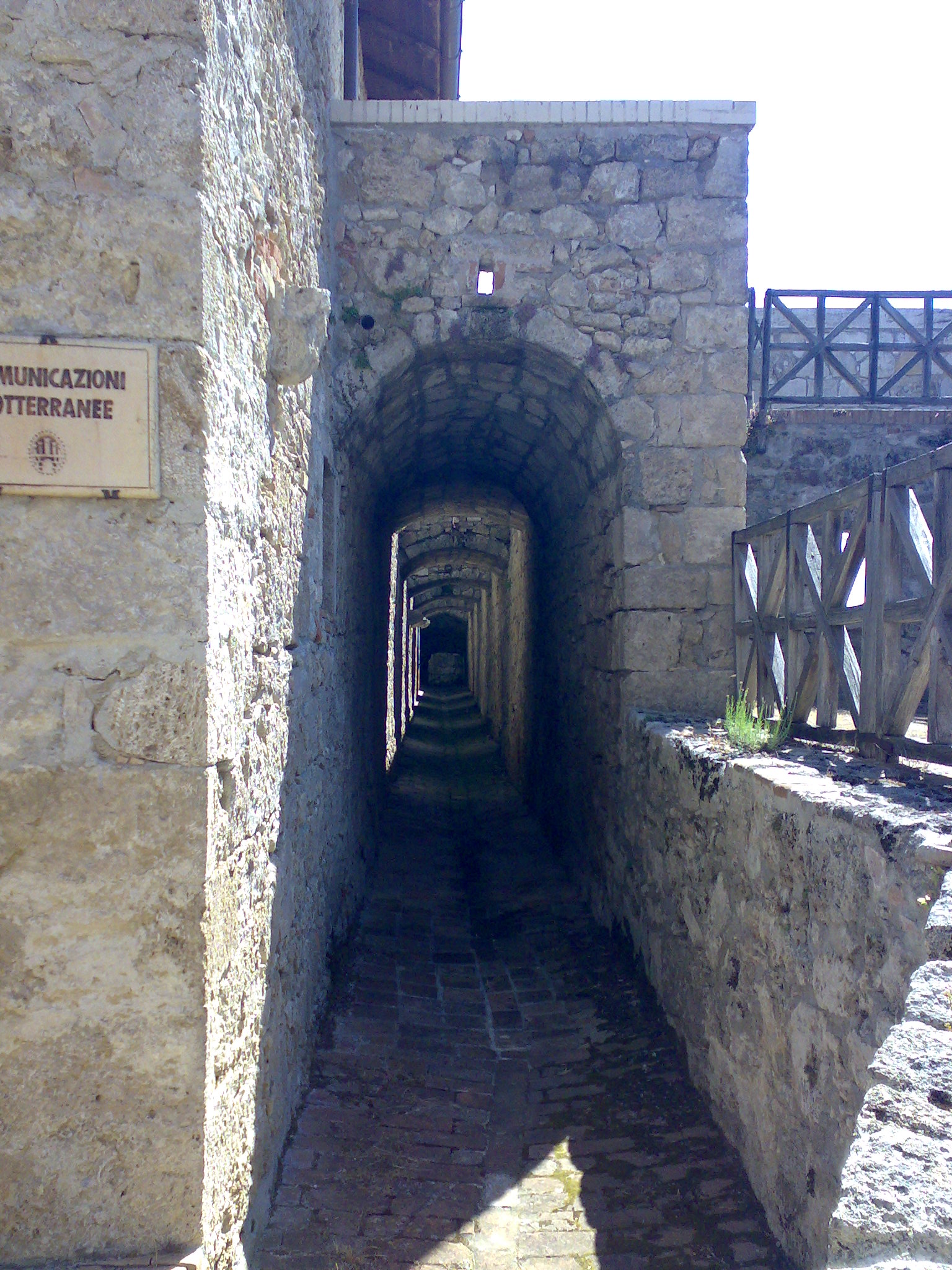
Kanalisation
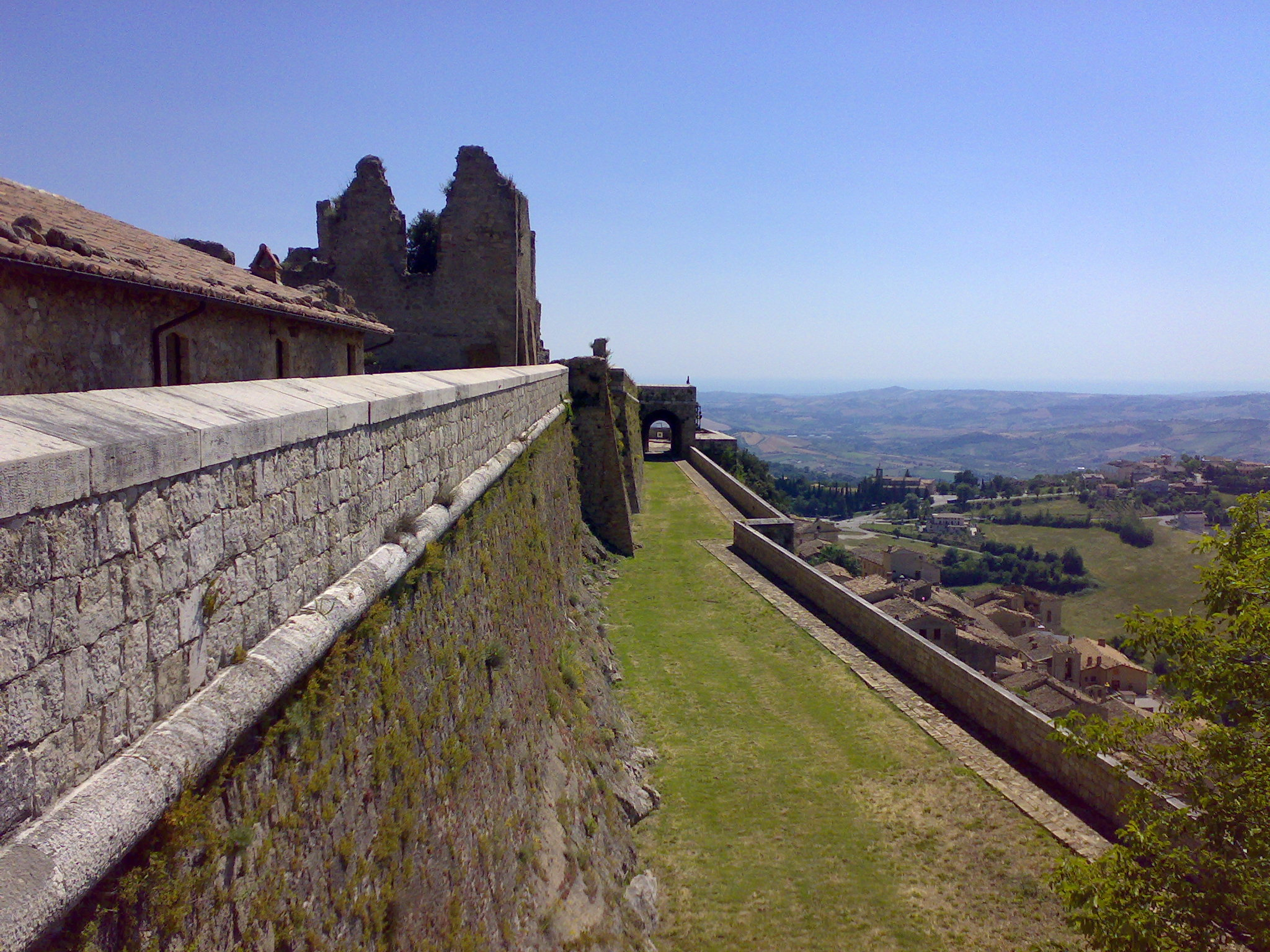
Niederwall der Festung vom südlichen Wehrgang aus
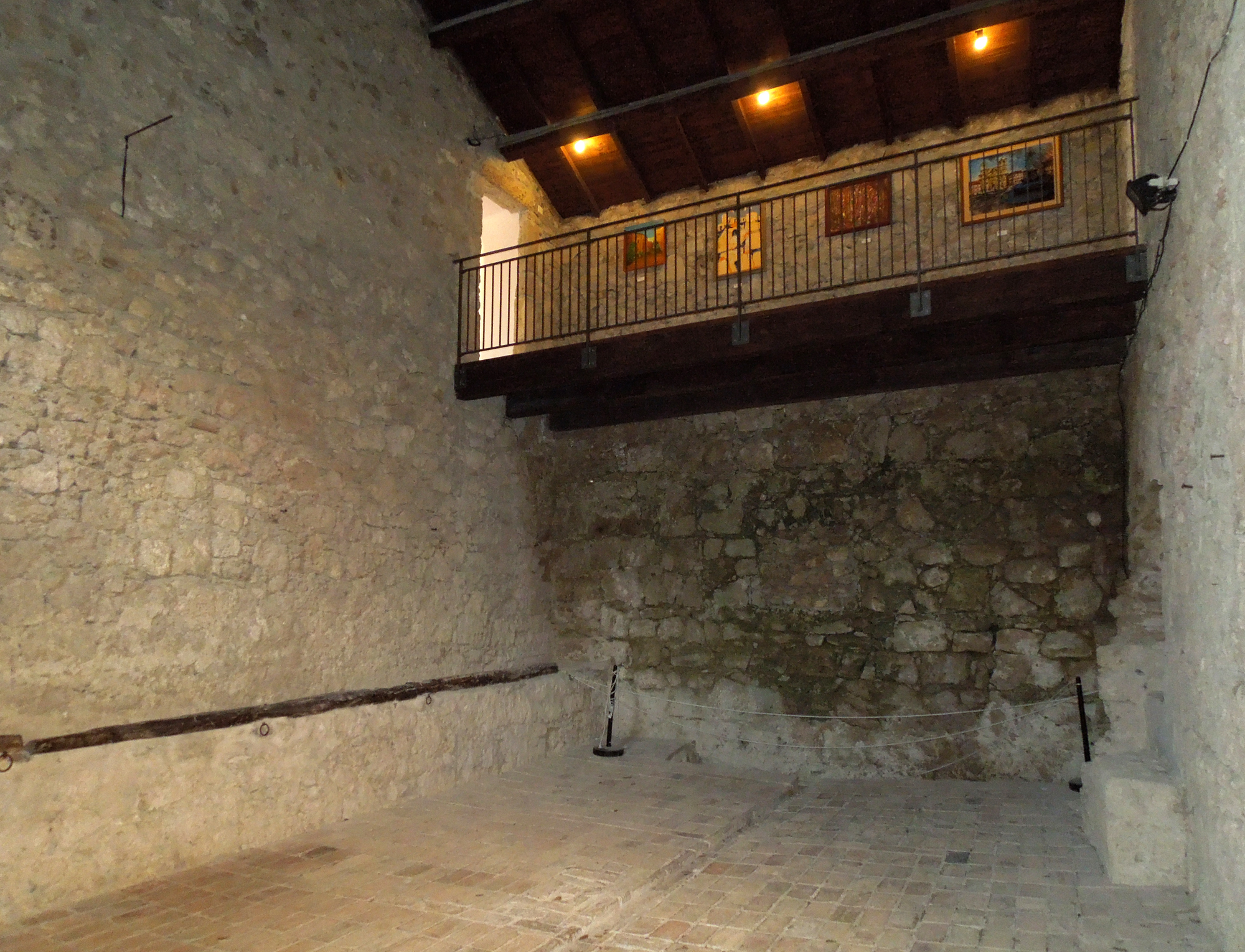
Pferdestall in einem Nebengebäude
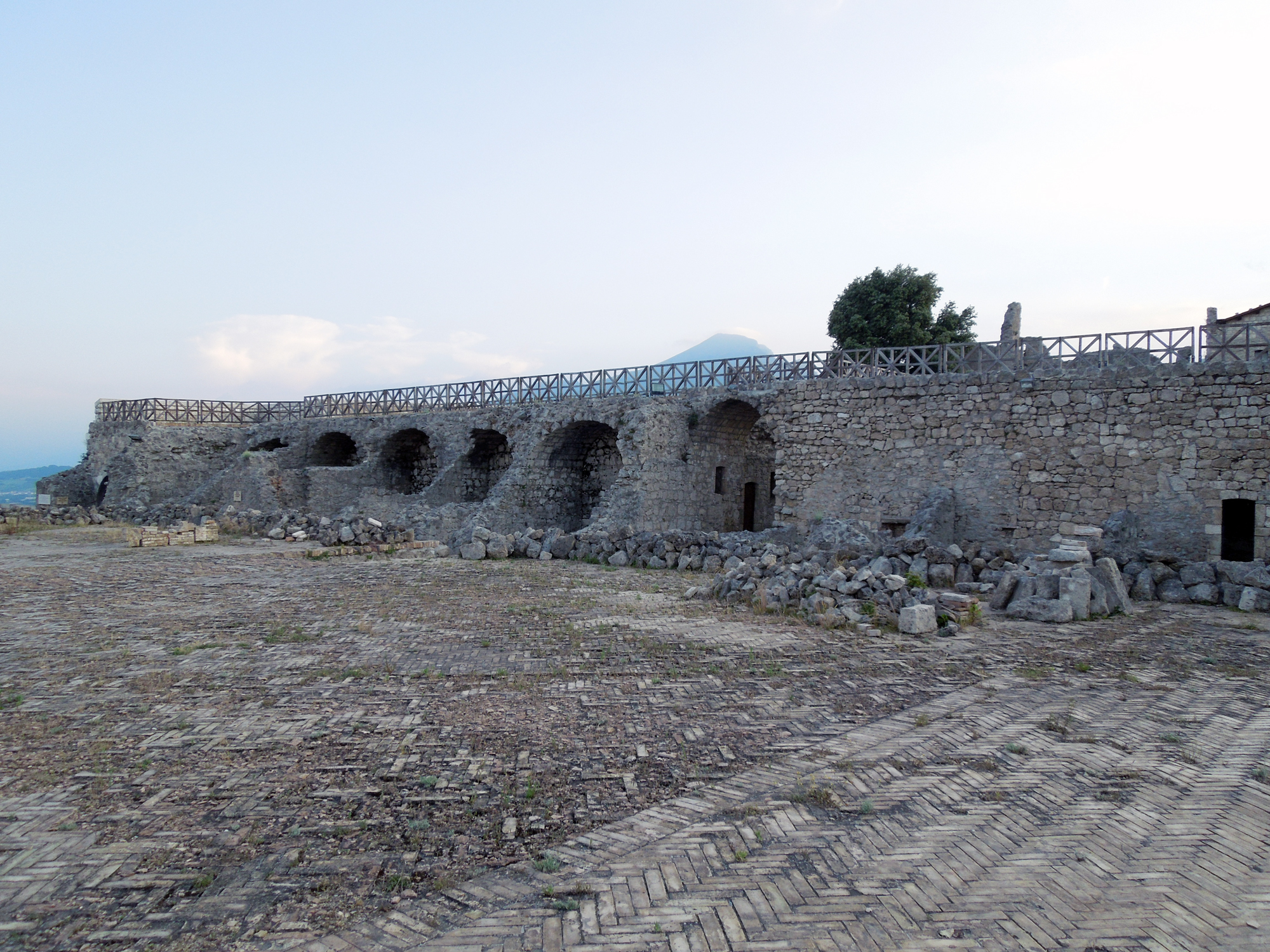
Ruinen der Unterkünfte
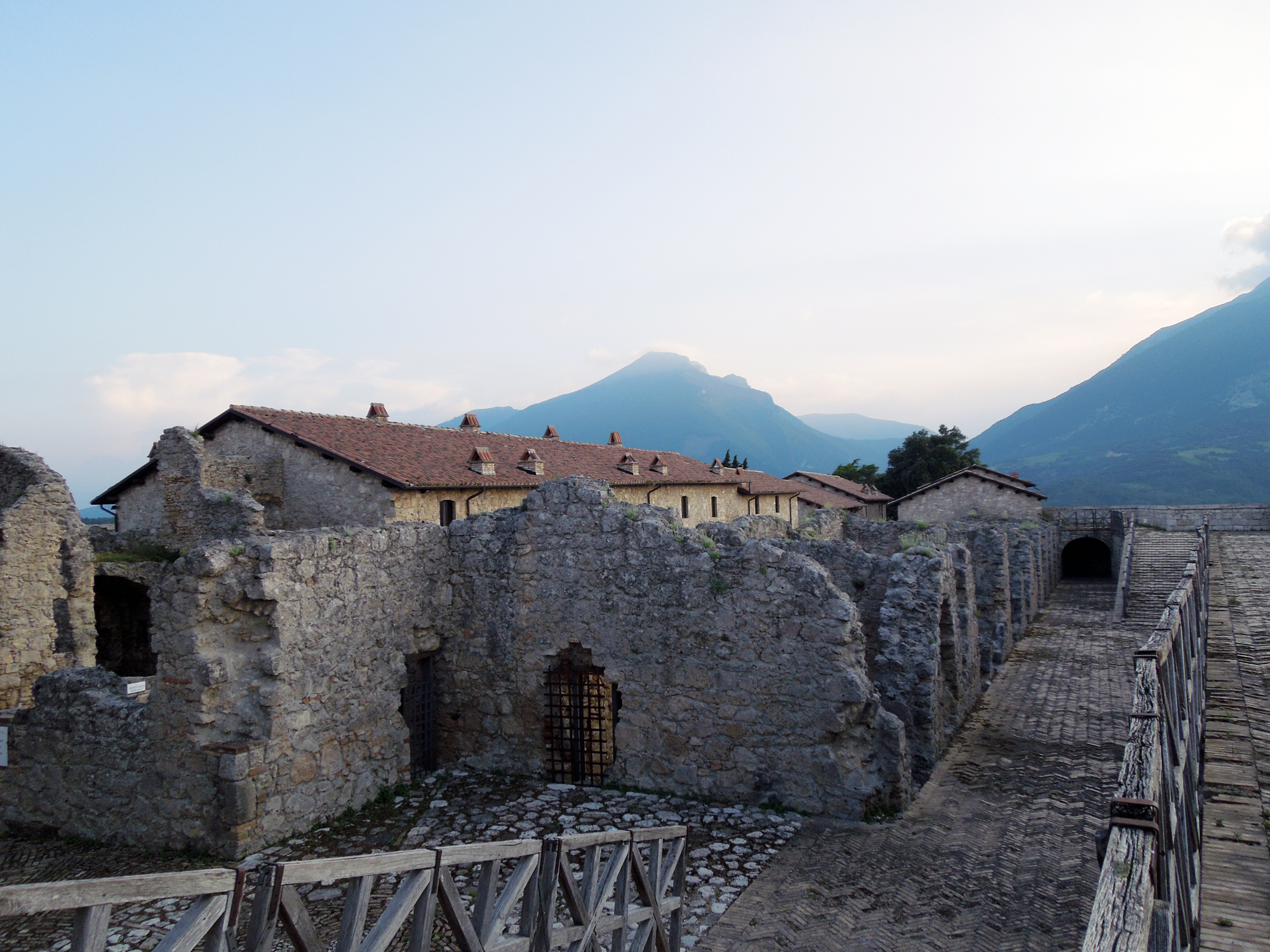
Ruinen im Inneren der Festung
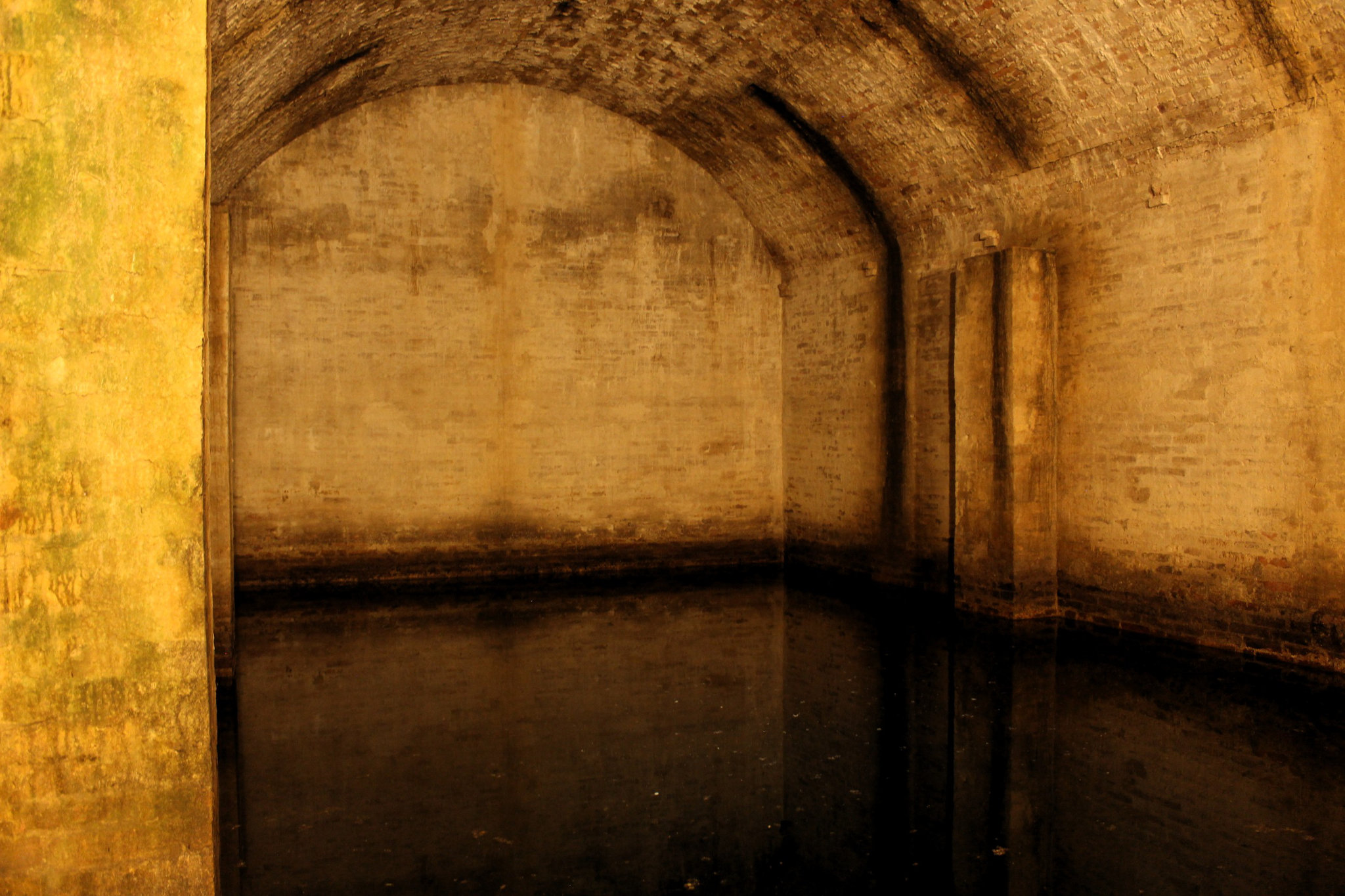
Zisterne

### Piazza del Cavaliere
Dies ist der erste Waffenplatz nach dem Eingang in die Festung. Er findet sich nach dem Passieren des zweiten überdachten Umgangs und wird die Sankt-Andreas- und Sankt-Paul-Bastionen geschützt. Er heißt „del Cavaliere“, weil bis 1861 dort das Grabmal des irischen Majors Matteo Wade stand, der die Truppen während der französischen Belagerung 1806 befehligte. Das marmorne Werk, das von Tito Angelini geschaffen und auf Geheiß Franz’ I. 1829 aufgestellt wurde, wurde von den Piemontesern im Inneren des Dorfes Civitella del Tronto platziert, wo es heute noch steht. Die Piazza del Cavaliere wurde in Friedenszeiten zum Exerzieren genutzt und beherbergt heute den Eingang zu einer Zisterne.
Jedes Jahr finden, besonders im Sommer, auf ihr verschiedene Veranstaltungen statt. Bis 2006 war dort im August der Sitz der geschichtlichen Nachstellung in historischen Kostümen, die in der Festung stattfand die „A la Corte de lo Governatore“ genannt wurde.

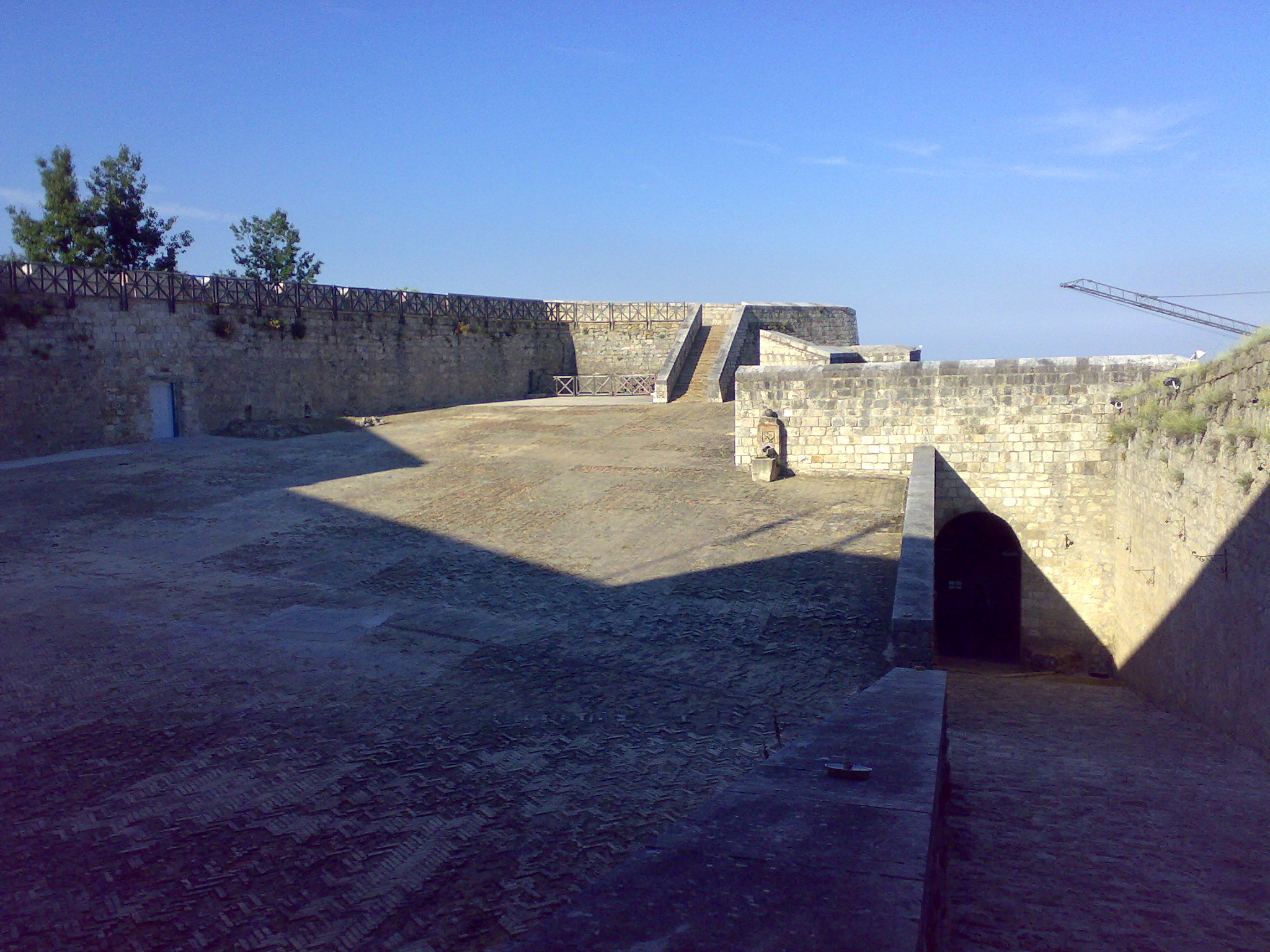
Piazza del Cavaliere.
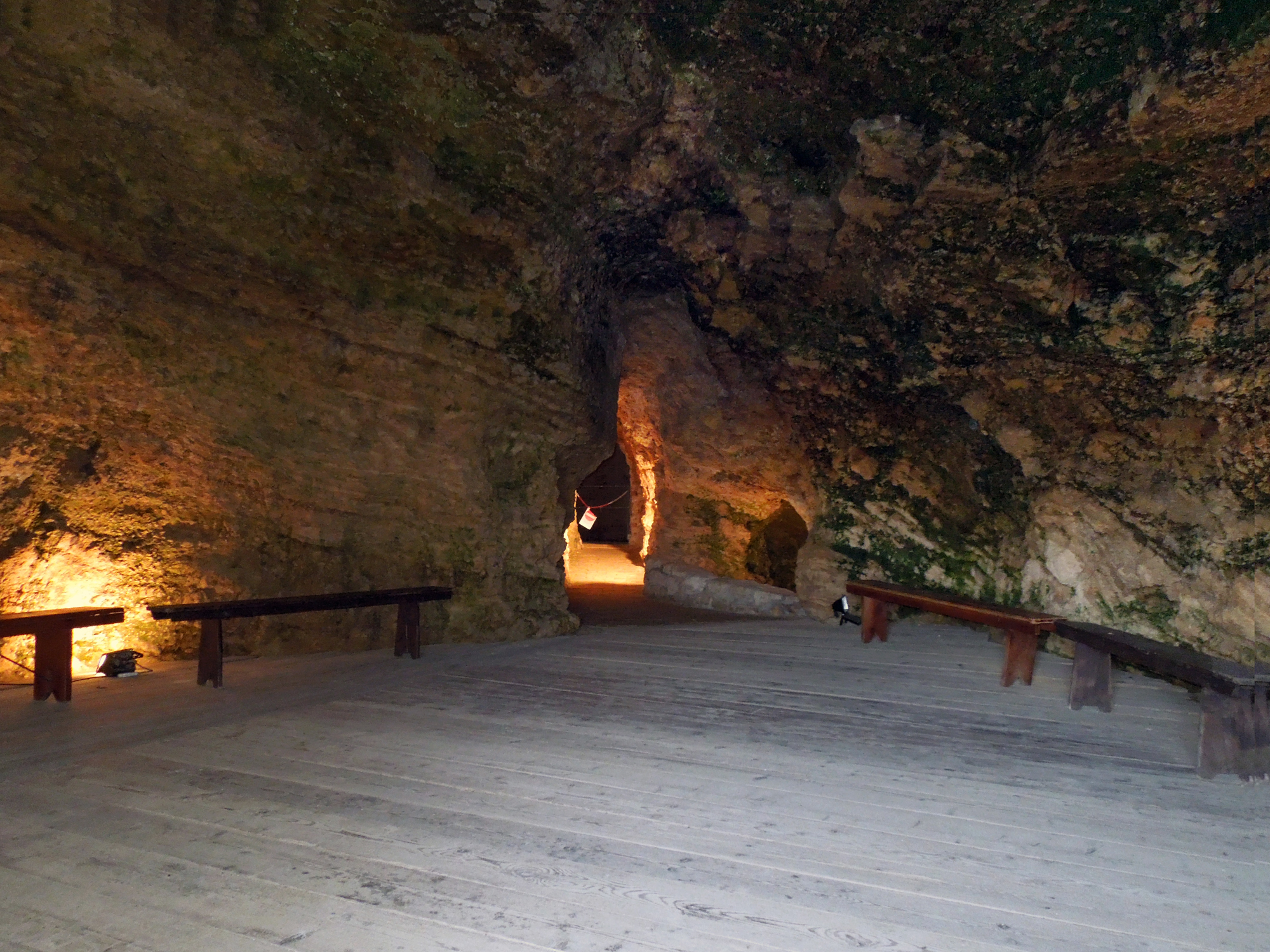
Eingangsraum zur ersten Zisterne.

### Piazza d’Armi
Nach dem dritten Umgang tritt man auf den zweiten Waffenplatz der Festung, der „Piazza d’Armi“ heißt und an dem die Sankt-Johannes-Bastion und die Ruinen der militärischen Unterkünfte liegen. Dieser Platz diente der täglichen Zeremonie des Flaggenhissens.
Der Waffenplatz in der Zeit der Herrschaft des Königreiches beider Sizilien so umgestaltet, dass er Garnison, die in der Festung stationiert war, mit Wasser versorgen konnte. Unter der begehbaren Fläche des Platzes wurde eine der fünf Zisternen eingebaut, in denen Regenwasser gesammelt und gefiltert wurde. Das gesammelte Wasser wurde durch ein Netz von Abflusskanälen zu einem zentralen Brunnen geleitet. Durch das Gefälle kam es nach dem Filtern durch Kohle und Kiesschichten in der Zisterne an und sammelte sich in einem unterirdischen Reservoir.

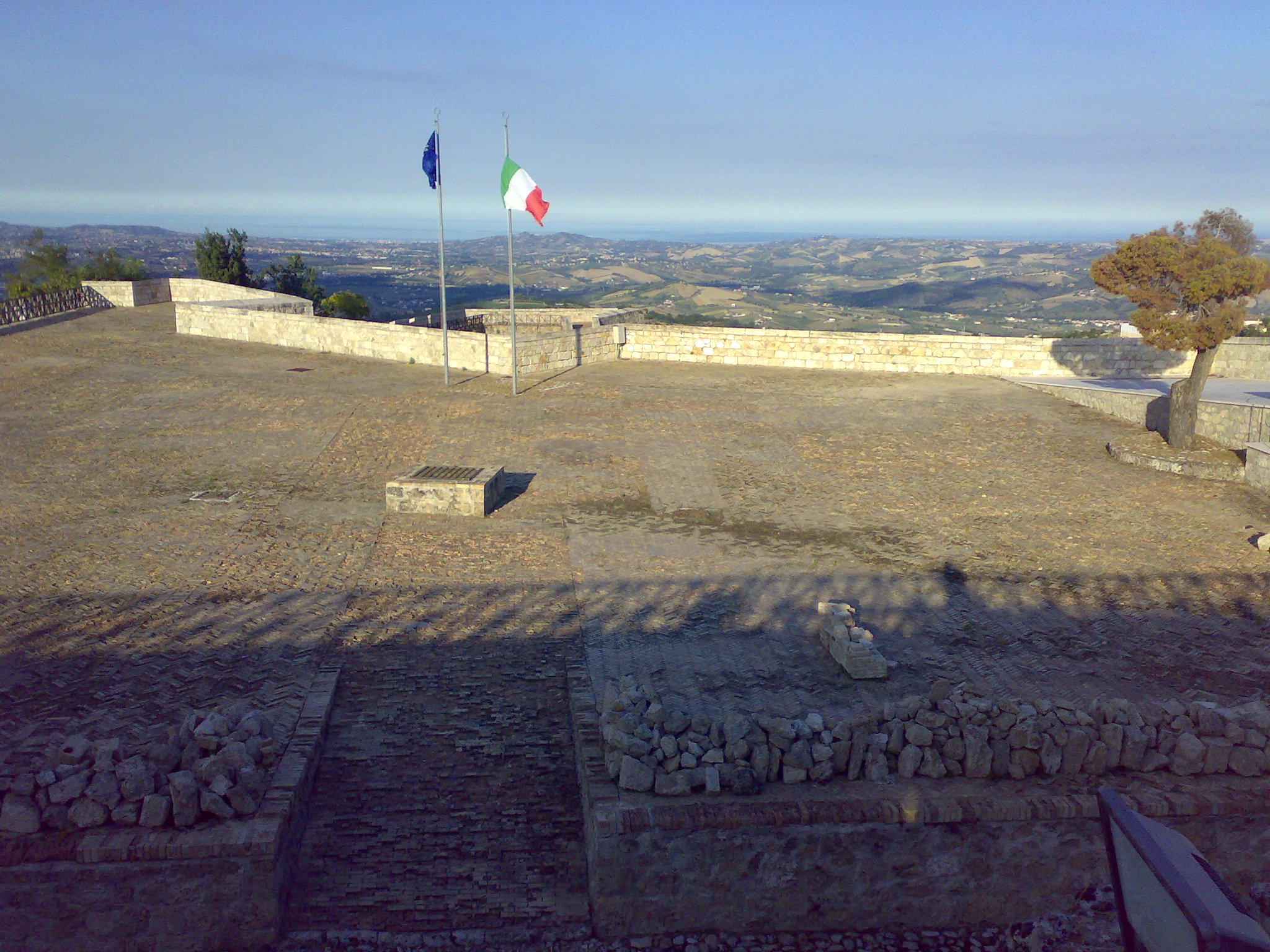
Piazza d’Armi von der Gran Piazza aus.
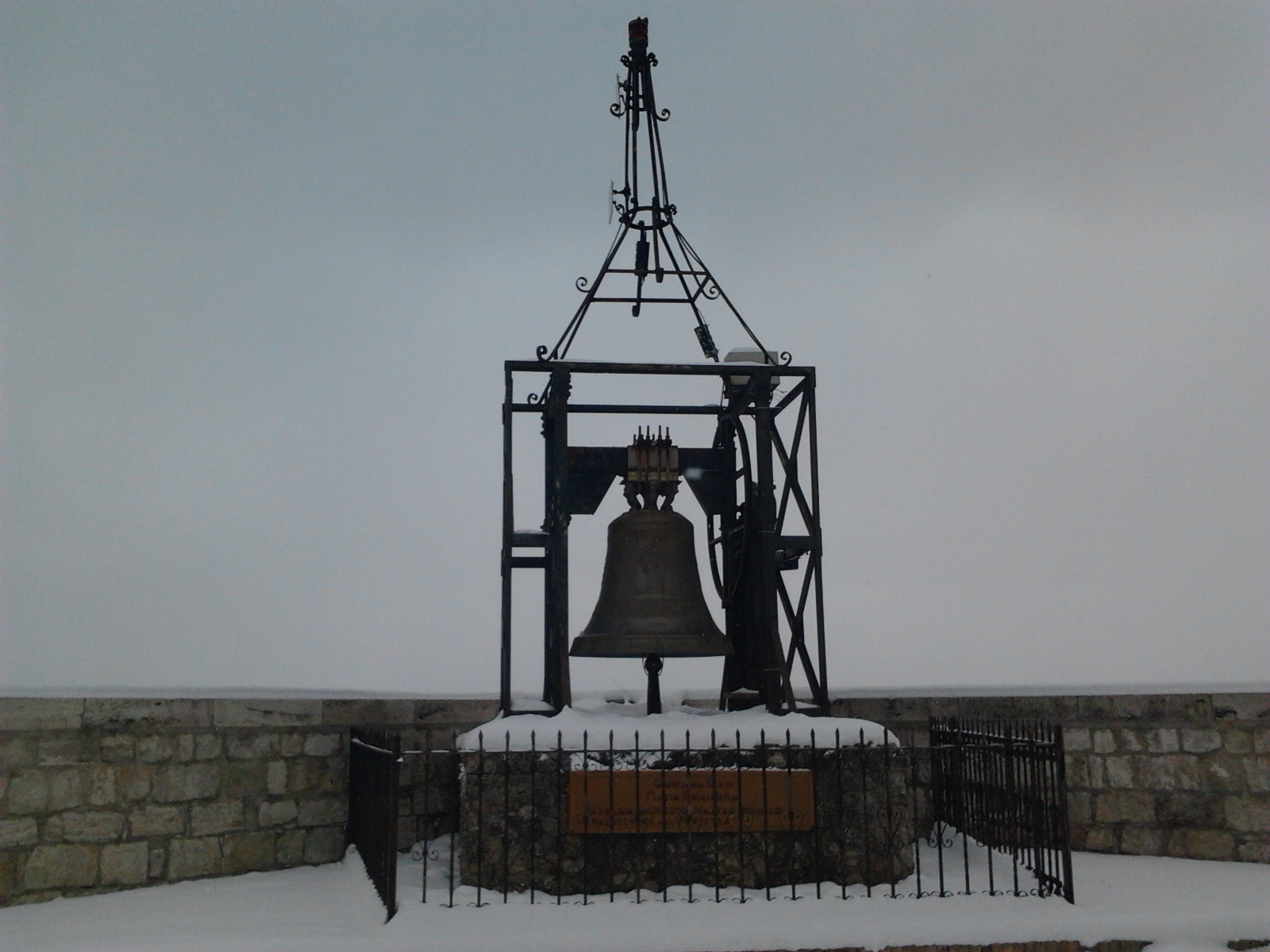
Den Gefallenen aller Kriege geweihte Glocke.

### Gran Piazza
Folgt man dem Umgang, erreicht man die achteckige Sankt-Jakob-Bastion, die sich auf dem dritten und letzten Waffenplatz namens „Gran Piazza“ genannt wird und an der höchsten Stelle der Festung liegt. Sie ist der größte Waffenplatz der Festung; dort stand die Zitadelle, wo die beiden wichtigsten Gebäude im Inneren des Verteidigungsbauwerks errichtet wurden: Der Gouverneurspalast und die Sankt-Jabob-Kirche.

### Gouverneurspalast
Dieses Gebäude ist das Symbol der politischen Macht und war der Sitz des Befehlshabers der Festung. Das 1574 eingeweihte Gebäude hat zwei Stockwerke und beherbergte den Gouverneur und seine Familie. Im Inneren gibt es Lagerräume für Lebensmittel, eine Zisterne und einen Herd. In seinen Nebengebäuden wohnte von 1841 bis 1843 Carlo Pisacane.

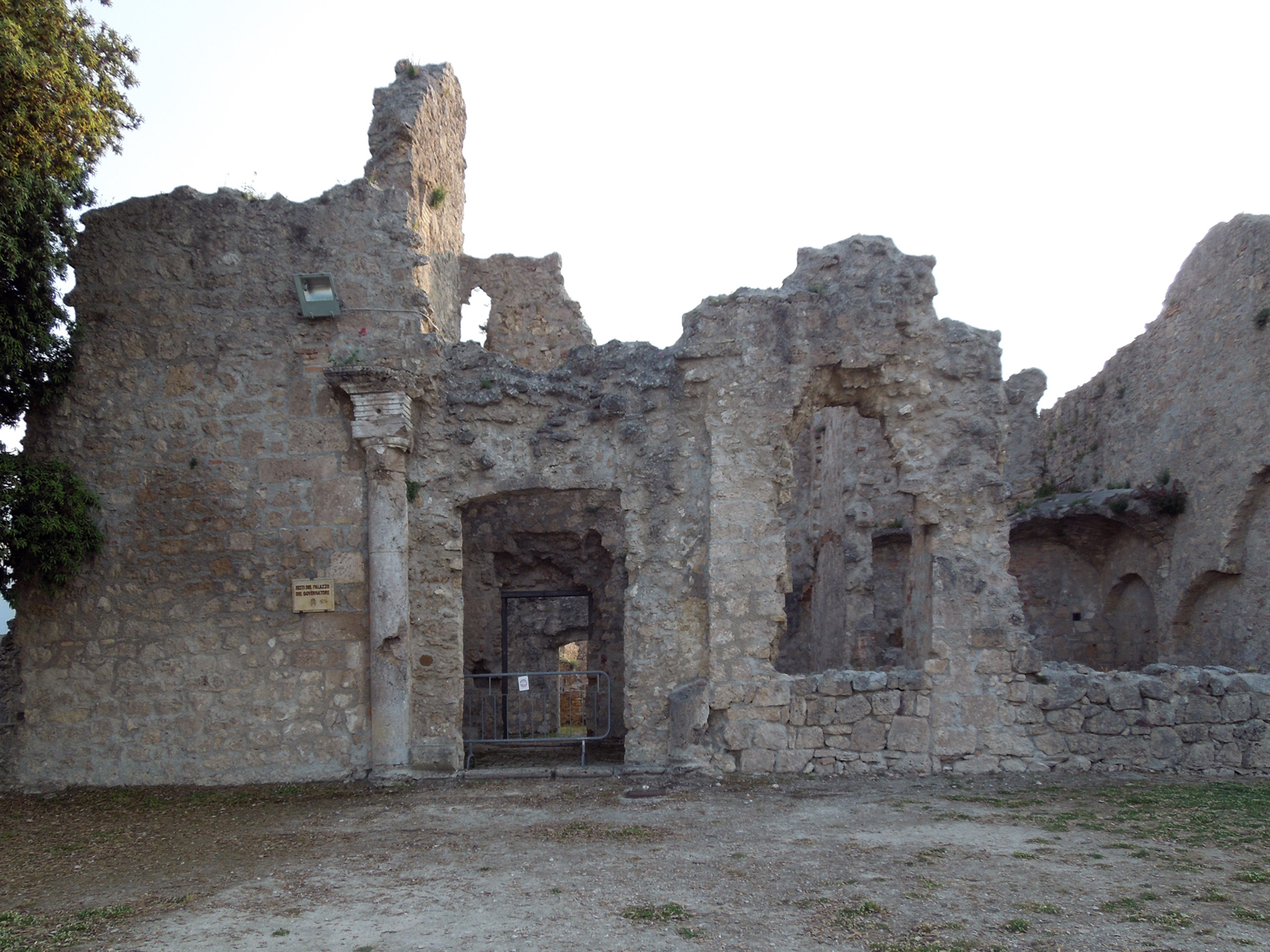
Reste der Fassade des Gouverneurspalastes.
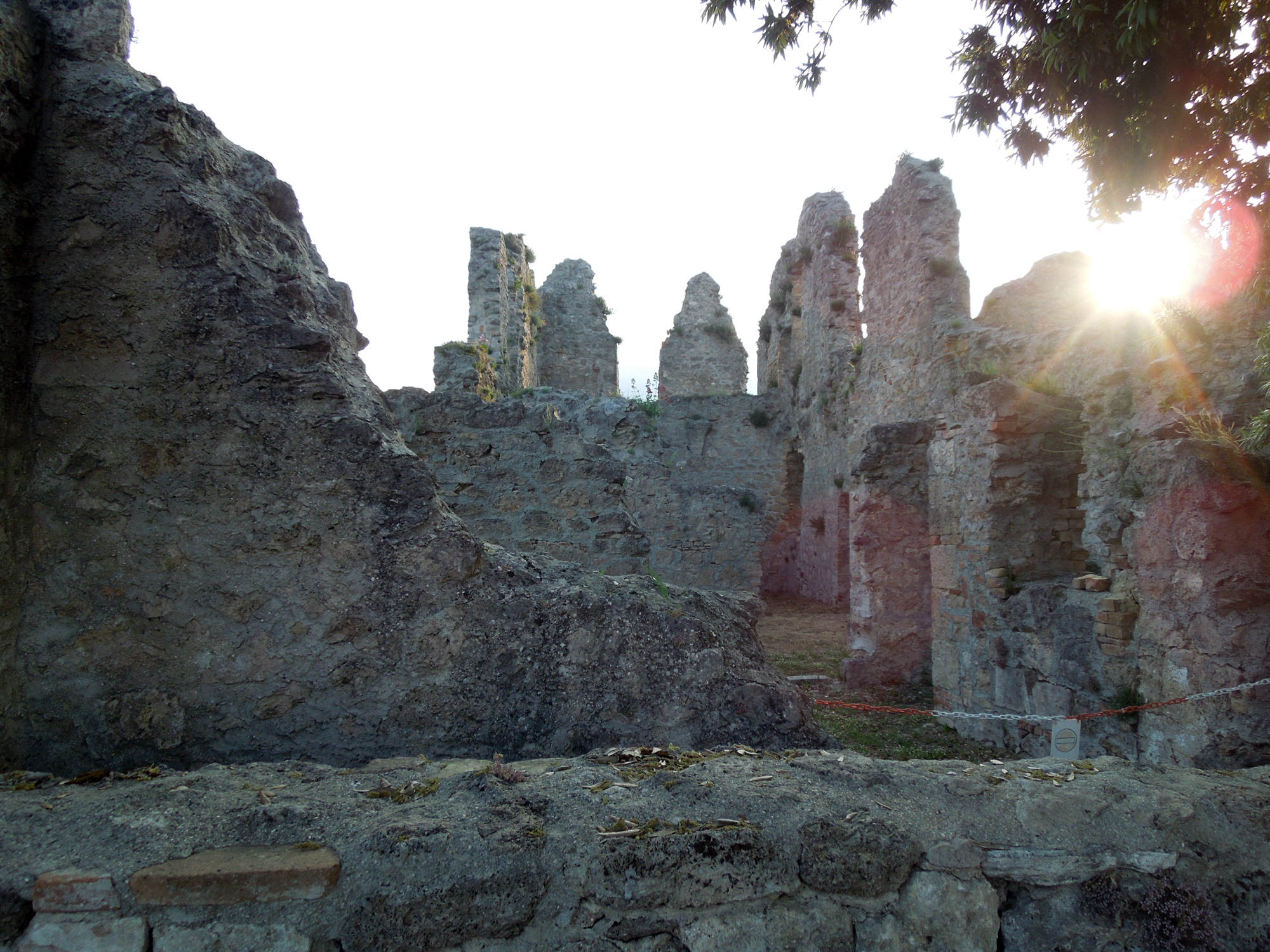
Ruinen im Inneren des Palastes.

### Sankt-Jakob-Kirche
Die Kirche, die Jacob de Marchia geweiht ist, war das Symbol der religiösen Macht. Sie wurde 1585 neben dem Gouverneurspalast erbaut und 1604 geweiht. Die heutige Bereinigung hat die Funktionen der Linien und teilweise die Charakteristik der ursprünglichen Konstruktion geändert. Ihr liturgischer Raum wurde gekürzt und der Putz ihres Gewölbes abgeschlagen. In ihrem Inneren gab es einen Hauptaltar und drei Seitenaltäre, die dem Rosenkranz, dem Jacob de Marchia und der Heiligen Barbara geweiht waren und in denen die Kastellane beerdigt wurden. Unter diesem Gebäude gab es aus den Felsen gehauene Gänge, vermutlich aus dem Mittelalter.

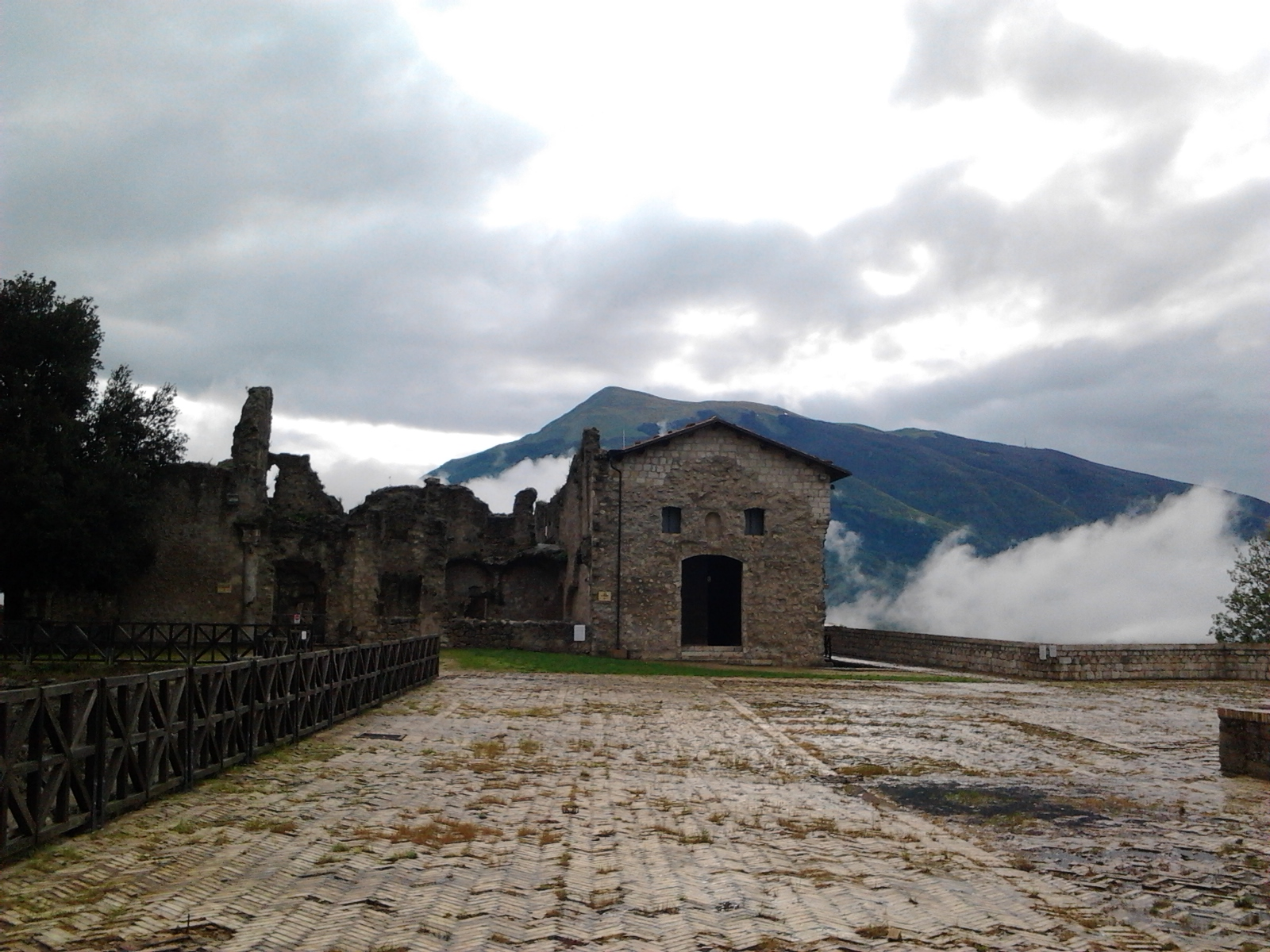
Ansicht der Kirche Sankt Jakob
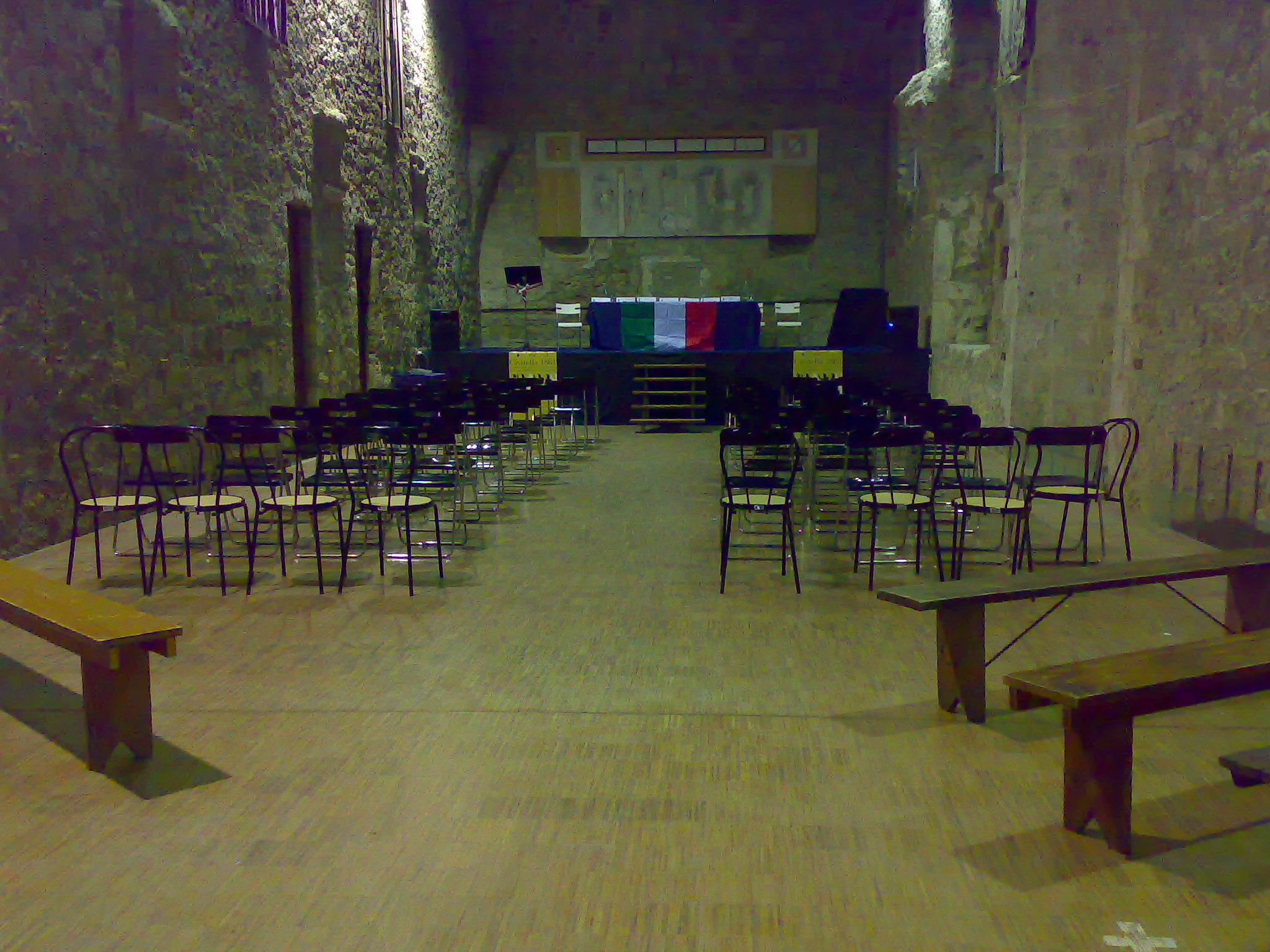
Innenraum der Kirche

## Armeemuseum und Museum alter Landkarten
In den Innenräumen der Festung von Civitella del Tronto, die ursprünglich als Küche und Speisesaal dienten, wurde 1988 das Museo delle Armi e delle Mappe Antiche eingeweiht. In vier Ausstellungsräumen werden alte Landkarten, Waffen und weitere Stücke aus der Geschichte und den verschiedenen Wechselfällen der Festung gezeigt.
Im Giorgio Cucentrentoli di Monteloro gewidmeten Raum gibt es modernere Ausstellungsstücke, darunter einen Papsthelm von 1848, der den Truppen Papst Pius’ IX. gehörte, eine diplomatische Uniform des heiligen Stuhls, Dokumente und Waffen der Gefolgsleute Garibaldis und des Hauses Savoyen.
Im Risorgimentoraum werden Waffen der bourbonischen und savoyischen Armeen ausgestellt. Von besonderem Interesse ist auch eine Darstellung von Civitella del Tronto aus dem Jahre 1557.
Der dritte Raum zeigt in der Mitte einen Grenzstein. Die Säule bezeichnete die Demarkationslinie zwischen dem Kirchenstaat und dem Königreich beider Sizilien. Im höchsten Teil des Stiels sind die Schlüssel des Heiligen Petrus und die Jahreszahl 1847 eingraviert, die bourbonische Lilie und die fortlaufende Nummer 609.
Im Renaissancesaal befinden sich die ältesten Waffen der Ausstellung. Dort sind Zündschnurgewehre aus dem 15. Jahrhundert, Steinschlosspistolen aus dem 16. Jahrhundert und Abbildungen der Festung aus dem 18. und 19. Jahrhundert untergebracht.
Am 28. August 2015 wurde das Museum bei einer Einweihungszeremonie dem Major Raffaele Tiscar gewidmet. Anwesend waren die Honoratioren von Civitella del Tronto und der Urenkel des Majors, Piergiorgio Tiscar. Auf dem Schild, das am Eingang zum Museum angebracht ist, ist vermerkt:

„Die Gemeinde Civitella del Tronto widmet in Erinnerung an die letzte Belagerung der Festung, einem stolzen Bollwerk im Laufe der Jahrhunderte, das Armee- und Festungsmuseum dem Major RAFFAELE TISCAR, einem bourbonischen Offizier, der getreu dem geleisteten Eid an der Seite des Kommandanten La Piazza blieb, bis er, wie vom König Franz II. befohlen, die Kapitulation der Festung an den piemontesischen Kommandeur, der sie belagerte, unterzeichnen musste. Dies geschah am 20. März 1861.“

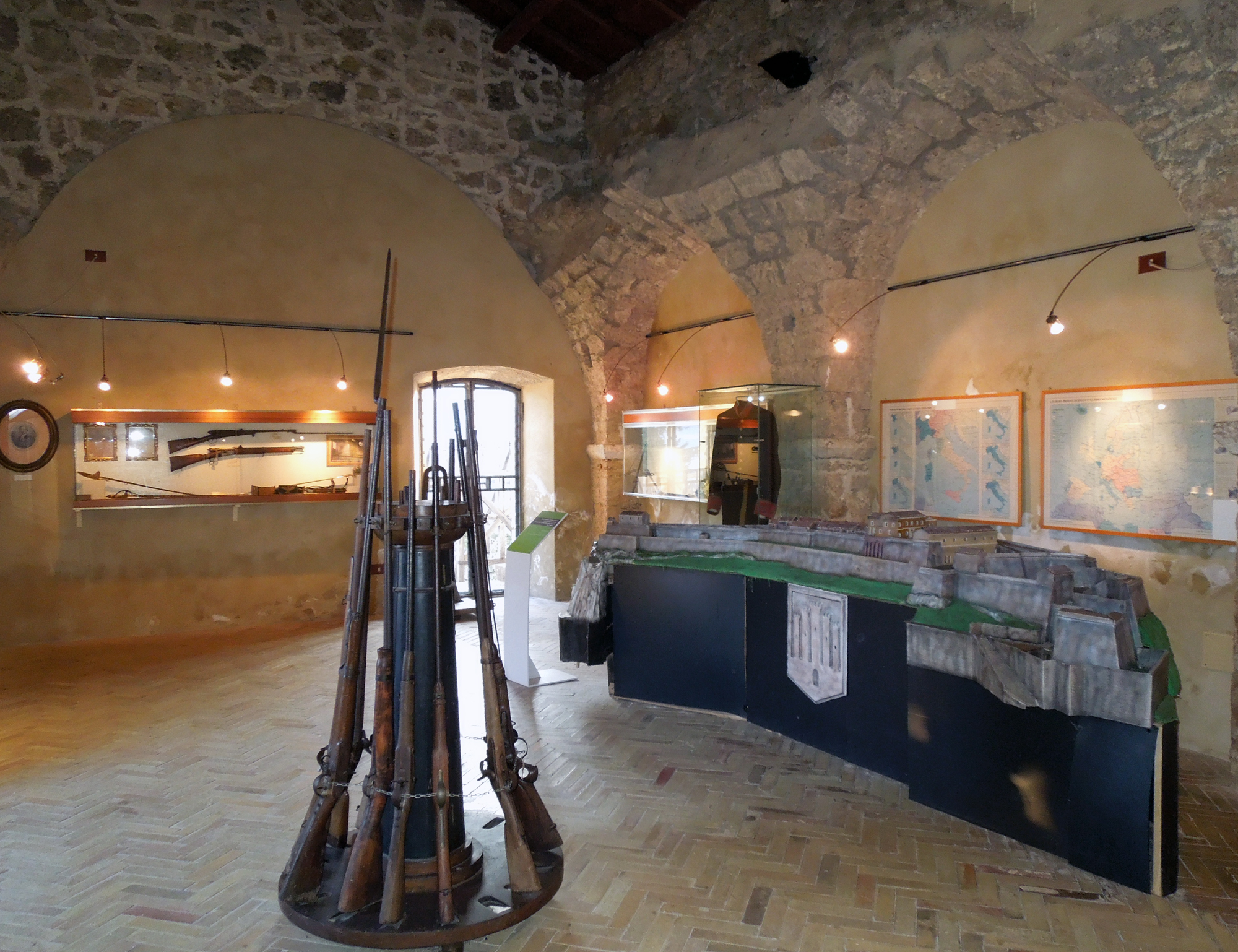
Ausstellungsraum
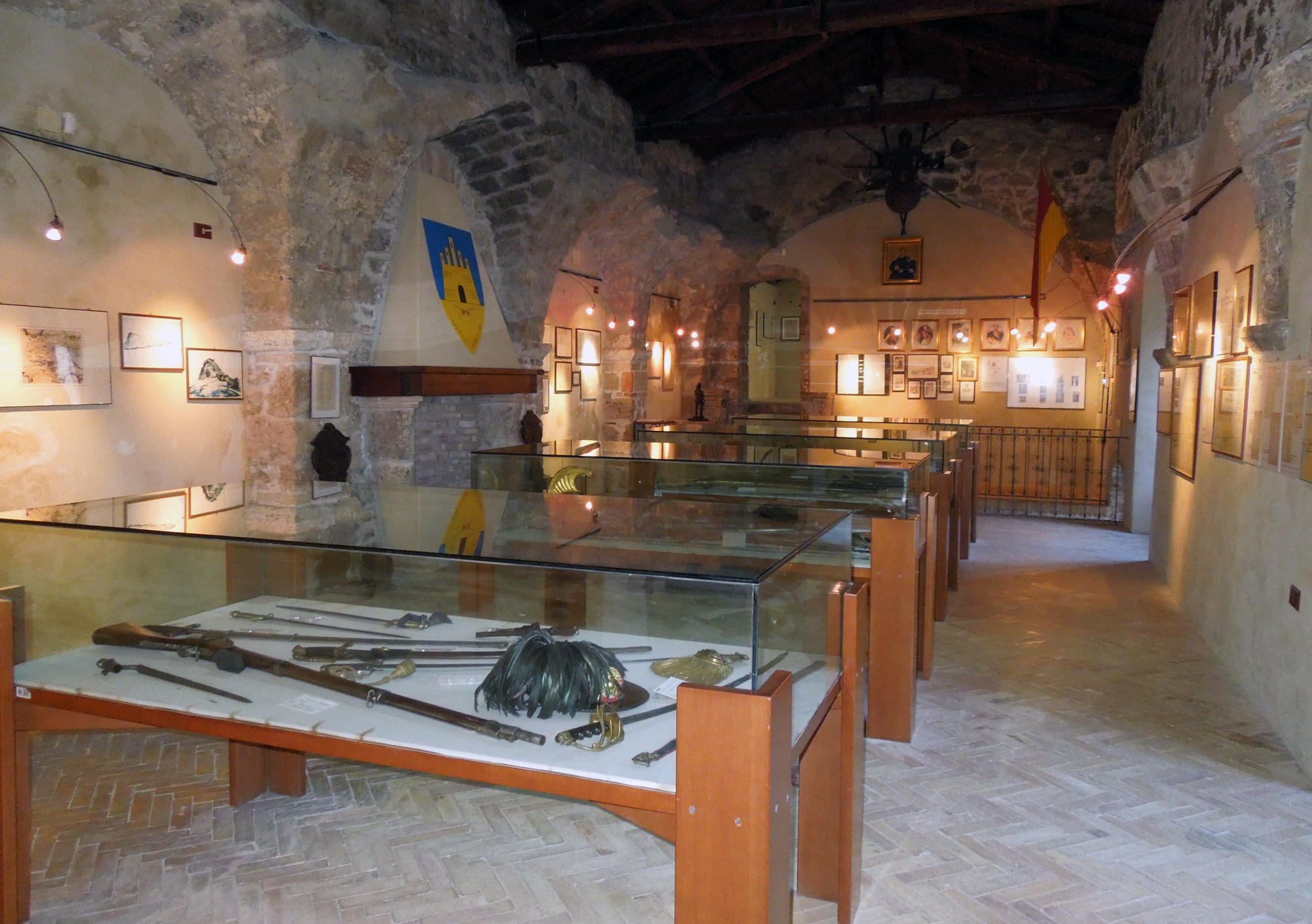
Ausstellungsraum
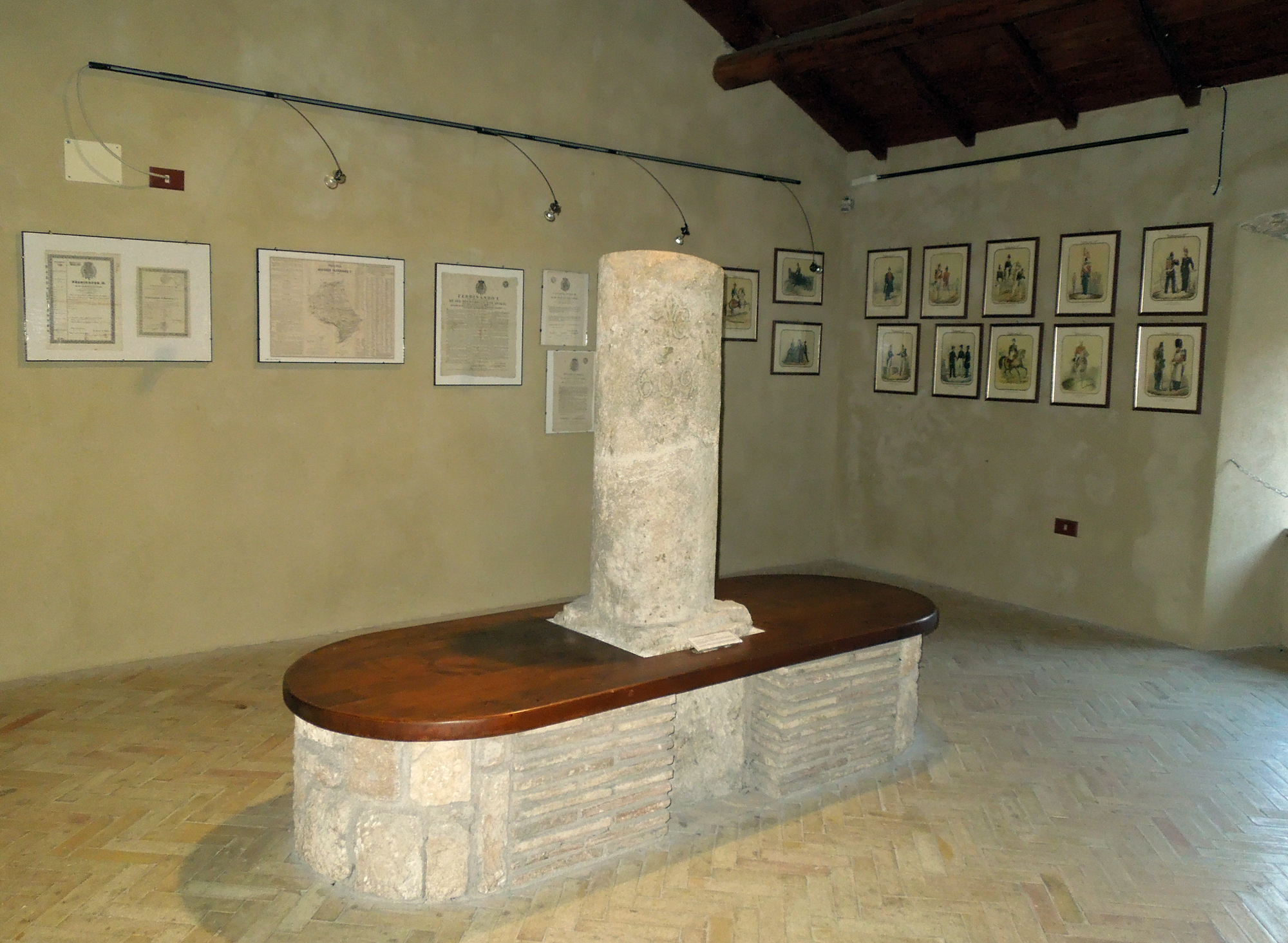
Ausstellungsraum

## Partnerschaften
Die Festung Civitella del Tronto ist seit 1989 mit den österreichischen Festungen von Salzburg, Mauterndorf und Werfen verpartnert.

## Die Festung im Schnee

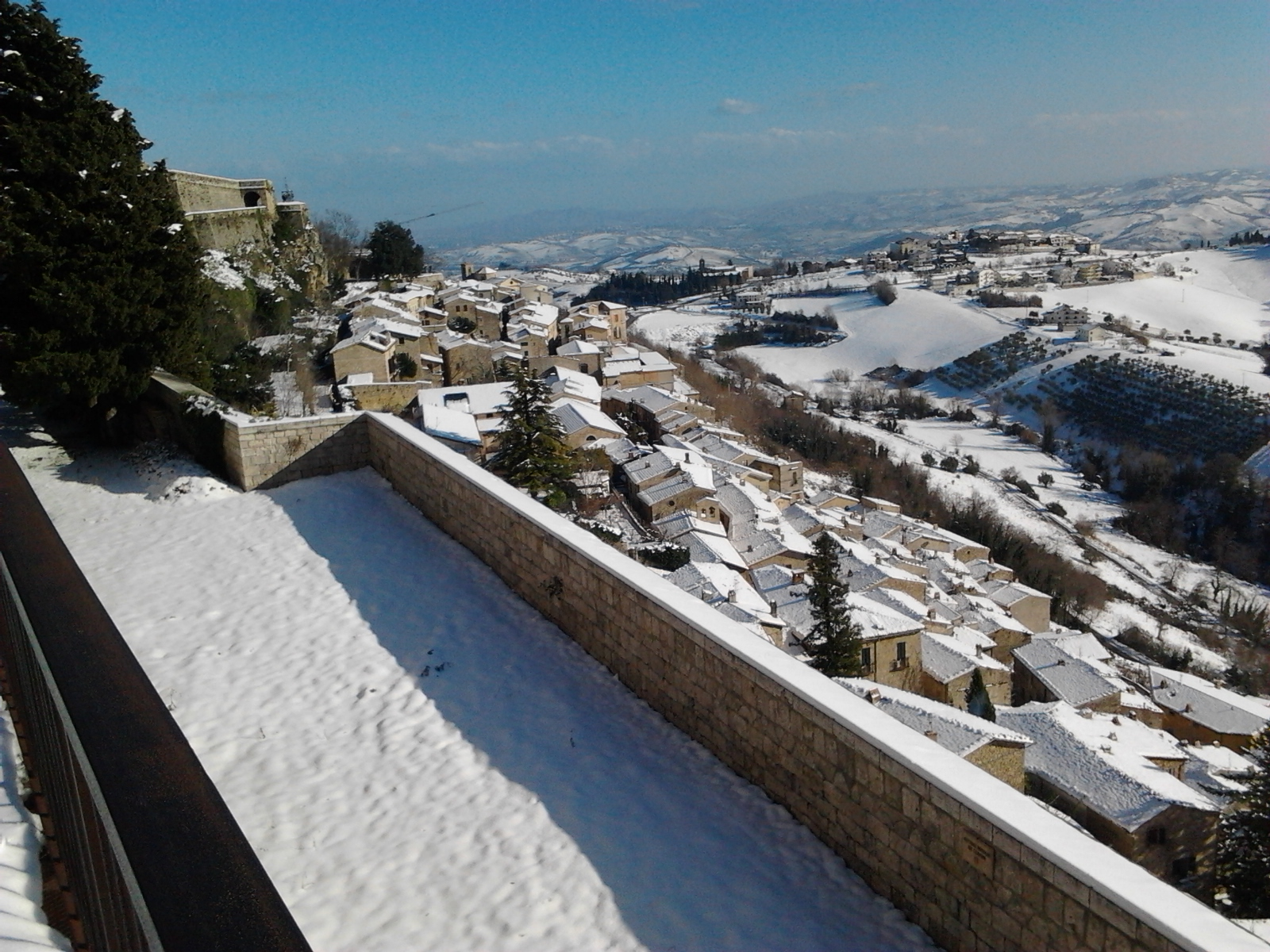
Das Dorf Civitella del Tronto von der Festung aus
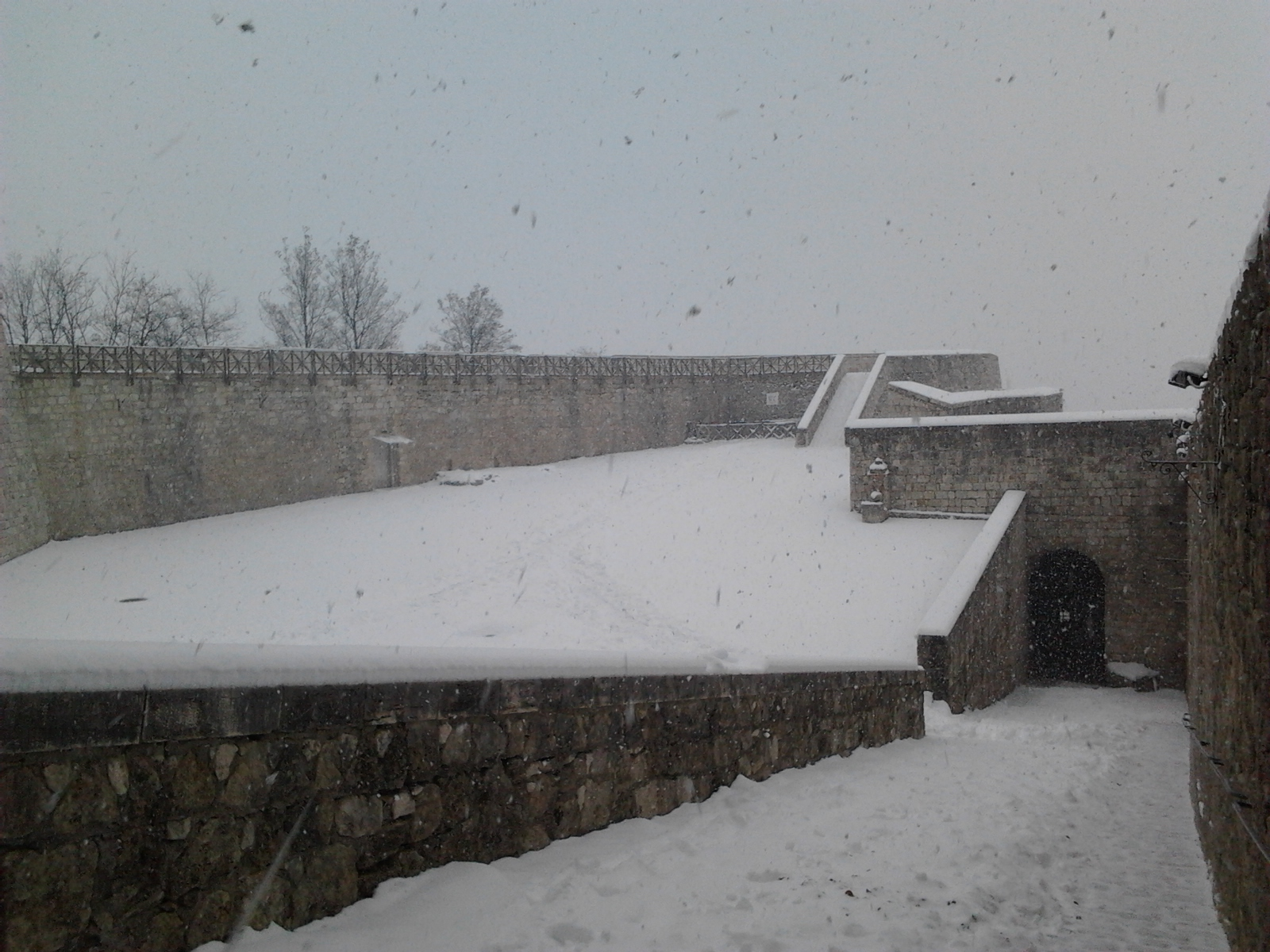
Piazza d’Armi bei Schneefall
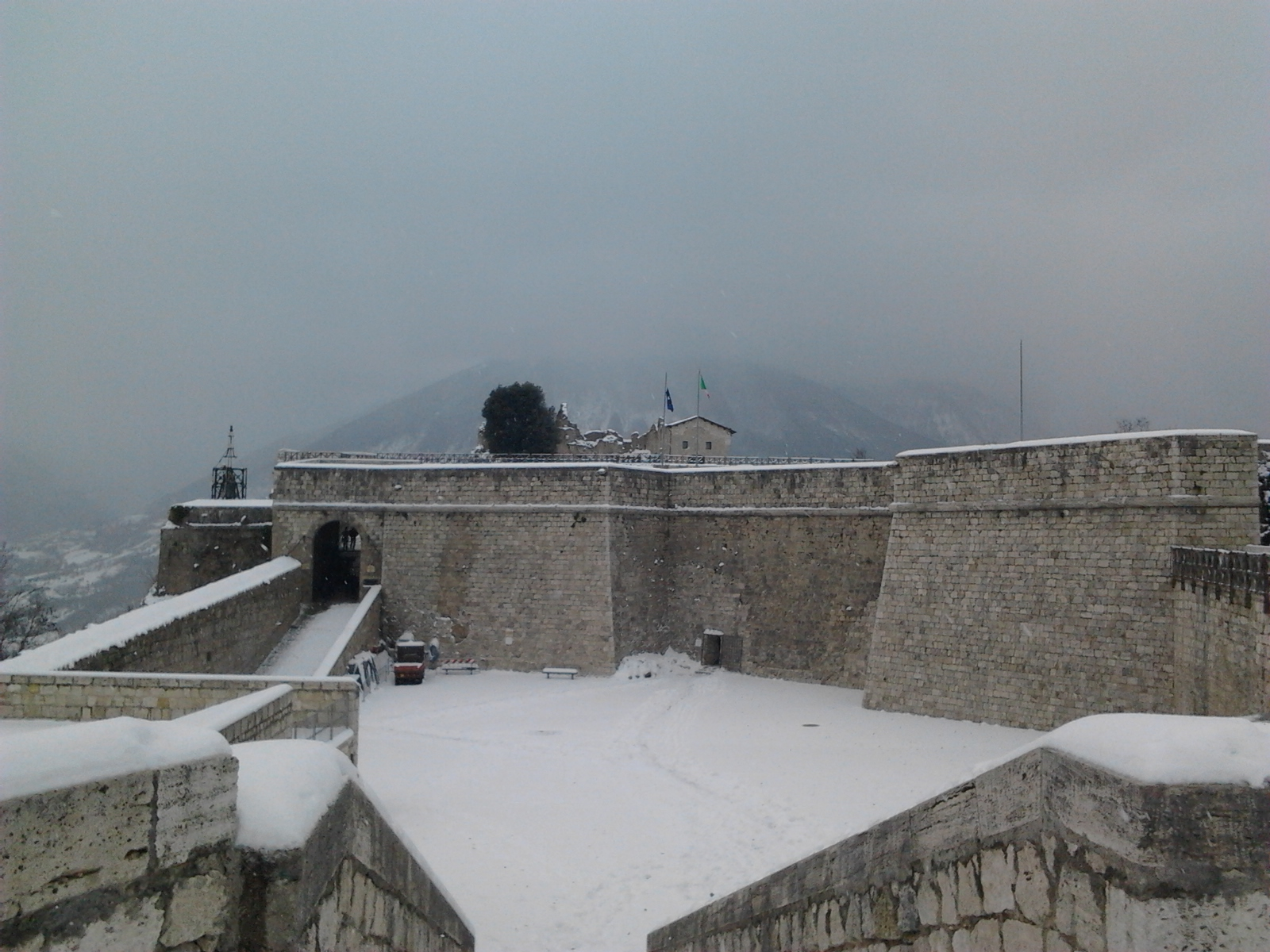
Piazza d’Armi
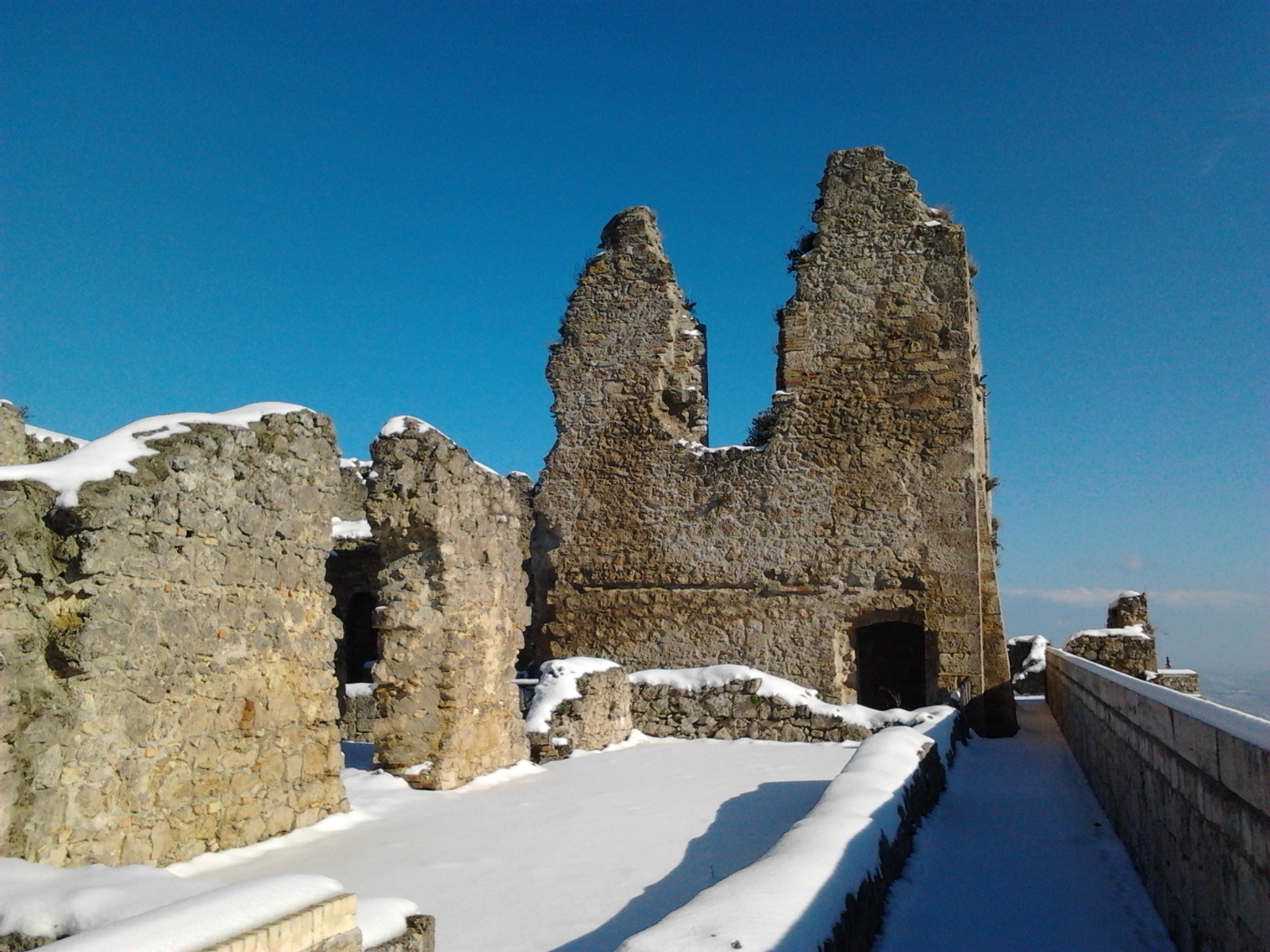
Gouverneurspalast
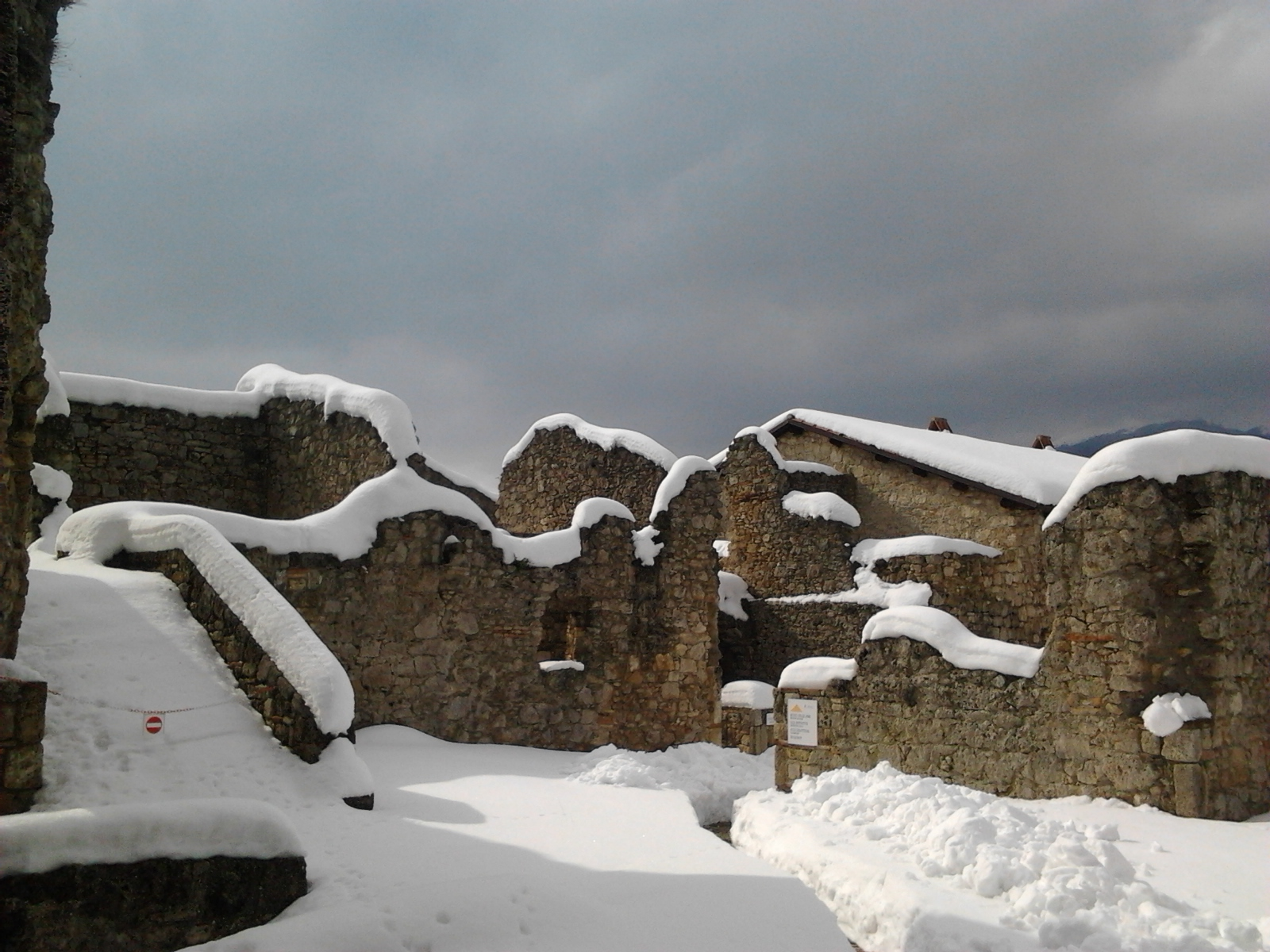
Festungsruinen